# Luis Suárez (football, 1987)
Pour les articles homonymes, voir Luis Suárez et Suárez.
Luis Alberto Suárez Díaz  né le 24 janvier 1987 à Salto en Uruguay, est un footballeur international uruguayen qui évolue au poste d'attaquant à l'Inter Miami. Surnommé « El Pistolero », il est considéré comme l'un des meilleurs joueurs de sa génération et l'un des plus grands attaquants de tous les temps. Individuellement, il a remporté deux Souliers d'or européens et le titre de meilleur buteur aux Pays-Bas, en Angleterre et en Espagne. Au total, il a marqué plus de 500 buts en carrière pour son club et son pays.
Suárez commence sa carrière au Nacional de Montevideo en 2005. À 19 ans, il part aux Pays-Bas pour signer à Groningen, avant d'être transféré à l'Ajax en 2007 où il remporte la Coupe nationale et le championnat. En janvier 2011, Suárez rejoint Liverpool et remporte la Coupe de la Ligue dès la saison suivante. En 2013-2014, il égale le record de buts sur une saison de 38 matchs en Premier League et remporte son premier Soulier d'or européen. Cet été-là, Suárez est transféré à Barcelone pour un montant de 82,3 millions, faisant de lui l'un des joueurs les plus chers de tous les temps.
Au Barça, l’Uruguayen fait partie du trio offensif surnommé « MSN » aux côtés de Lionel Messi et Neymar qui remporte le triplé Liga-Copa del Rey-Ligue des champions de sa première saison. L’année suivante, il remporte le trophée Pichichi et son deuxième Soulier d'or européen, devenant le premier joueur depuis 2009 à remporter les deux prix autres que Messi ou Cristiano Ronaldo. Avec les Blaugrana, Suárez remporte dix trophées supplémentaires, dont trois titres de Liga et trois Coupes du Roi. En 2020, il signe pour l'Atlético Madrid gagnant un cinquième titre de champion d'Espagne avant de retourner en Amérique du Sud ensuite. 
Au niveau international, Suárez est le meilleur buteur de l'histoire de l'Uruguay (69 buts) et le deuxième joueur le plus capé (142 matchs) entre 2007 et 2024. Il représente son pays lors de quatre éditions de la Coupe du monde, cinq éditions de la Copa América, ainsi que des Jeux olympiques d'été de 2012 et de la Coupe des Confédérations 2013. Il a été nommé dans l'équipe-type de la Coupe du monde 2010 et a remporté la Copa América 2011, où il a été élu meilleur joueur. En parallèle de ses performances, Suárez a été le sujet de plusieurs controverses au cours de sa carrière, notamment une main volontaire sur la ligne de but contre le Ghana lors du Mondial 2010, des morsures sur des adversaires à trois reprises, des accusations de plongeon et de racisme.

## Biographie

### Enfance et formation
Luis Suárez naît à Salto et grandit avec ses six frères, élevé par une mère seule, à la suite du divorce de ses parents lorsqu'il avait neuf ans. À l'âge de sept ans, sa famille déménage à Montevideo, où il apprend à développer ses capacités dans les rues, comme beaucoup de footballeurs sud-américains.
Il est un adolescent difficile et turbulent, connu comme aimant faire la fête et boire,.
En 2009, il se marie avec Sofia Balbi, son amour d'enfance. Ils ont trois enfants : Delfina (née le 5 août 2010), Benjamin (né le 26 septembre 2013) et Lautaro (né le 23 octobre 2018)

### Club Nacional
À l'âge de onze ans, Suárez commence à jouer avec l'équipe des jeunes du Club Nacional, le club de sa ville. Peu impliqué à ses débuts, il décide ensuite de s'entraîner plus sérieusement. Deux raisons sont évoquées pour expliquer ce changement. La première est une discussion avec Wilson Pirez, l'un des responsables du centre de formation, qui a découvert qu'il était sorti la veille par l'intermédiaire de sa fille. La deuxième est sa volonté de retrouver sa compagne Sofia Balbi, qui a émigré à Barcelone avec ses parents pour des raisons économiques. Devenir footballeur professionnel lui permettrait de pouvoir rejoindre un club européen et ainsi se rapprocher d'elle.
En mai 2005, Suárez joue son premier match en tant que professionnel, contre les Junior de Barranquilla en Copa Libertadores, l'équivalent de la Ligue des champions sud-américaine.
Il marque son premier but en septembre, et contribue largement au triomphe du Nacional dans le Championnat d'Uruguay de football 2005-2006, avec un total de 10 buts inscrits en 27 matchs dans cette compétition. Bien qu'il n'ait pas été meilleur buteur du Nacional cette saison, Suárez a marqué un but dans chacune des finales du championnat contre Rocha FC, et l'un des deux buts dans le classique pour le tournoi Clausura. Ses performances l'amènent à avoir une notoriété auprès de recruteurs de clubs européens. Il est repéré par des recruteurs du FC Groningue qui se trouvent en Uruguay dans le but de superviser Elías Ricardo Figueroa. Ils assistent à un match disputé par Suárez et en sortent convaincus.

### FC Groningue

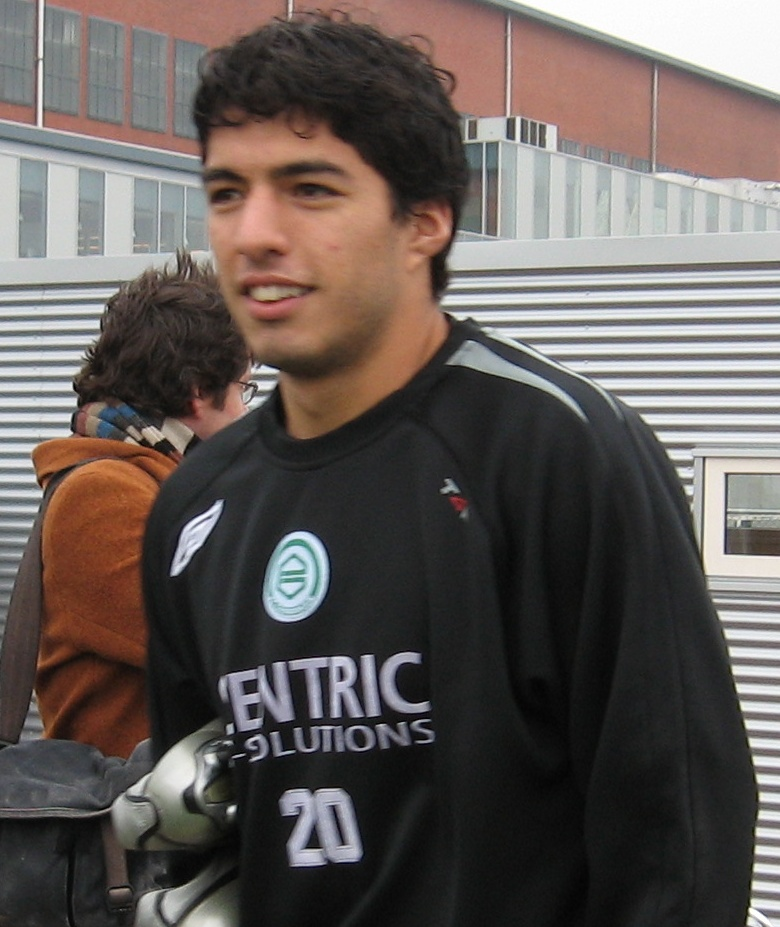
Luis Suárez en entraînement avec le FC Groningue en 2006.

Suárez signe au FC Groningue à l'été 2006 pour 800 000 € ou près de 1 600 000 €, à seulement 19 ans.
Les débuts sont difficiles pour Luis Suárez, il ne parle ni le néerlandais, ni l'anglais et a donc du mal à s'intégrer. Il commence à jouer avec la réserve pour qu'il s'adapte à la manière de jouer aux Pays-Bas. Son compatriote et coéquipier Bruno Silva va l'aider à s'intégrer dans sa nouvelle équipe et au mode de vie européen. Suárez s'accroche, travaille dur pour apprendre le néerlandais, ce qui lui vaut le respect et l'admiration de ses partenaires.
Il marque 10 buts en 29 matchs de championnat, et le FC Groningue termine à une honorable 8e place en Eredivisie. Ses prestations de qualité lui permettent d'être appelé en sélection nationale pour la première fois le 8 février lors d'un match contre la Colombie (3-1).
L'Ajax Amsterdam, séduit par le potentiel de Luis Suárez, soumet une première offre au FC Groningue de l'ordre de 3,5 M€, qui est refusée. Suárez est mécontent, et décide de porter son cas devant la Fédération néerlandaise dans l'optique d'appuyer la transaction. La commission rejette son cas le 9 août 2007. Le même jour, le FC Groningue reçoit une seconde offre de 7,5 M€, qui est, cette fois, acceptée.

### Ajax Amsterdam

#### Saison 2007-2008
Luis Suárez rejoint donc l'Ajax Amsterdam le 9 août 2007 pour 7,5 millions d'euros, sur la base d'un contrat de cinq ans.
Il fait ses débuts pour son nouveau club le 15 août lors du troisième tour préliminaire de la Ligue des champions contre le Slavia Prague. Il est titularisé puis remplacé par Ismael Urzáiz lors de cette rencontre perdue par son équipe (0-1). Il marque son premier but officiel sous ses nouvelles couleurs lors du match retour le 29 août, mais ne peut empêcher l'élimination de son équipe (2-1), qui est renversée en Coupe UEFA. L'Ajax se fait éliminer sans gloire dès le premier tour par le Dinamo Zagreb, malgré une victoire en Croatie lors du match aller (1-0). Le retour à l’Amsterdam ArenA est perdu au terme de prolongations épiques (2-3).
Luis Suárez débute en championnat pour l’Ajax Amsterdam le 19 août, et en profite pour marquer le deuxième but de son équipe sur le terrain de De Graafschap (8-1). Il joue son premier match de championnat à l’Amsterdam ArenA le 27 août et en profite pour marquer un doublé contre SC Heerenveen (4-1).
Le 16 mars 2008, il marque le premier triplé de sa carrière, contre Willem II (4-1).
C'est la saison de l'explosion pour Luis Suárez, qui confirme tous les espoirs placés en lui en inscrivant 22 buts en 44 matchs toutes compétitions confondues, dont 17 buts en 33 matchs de championnat, ce qui lui permet de terminer sur la troisième marche du classement des buteurs, derrière son coéquipier Klaas-Jan Huntelaar (34 buts), et Blaise Nkufo du FC Twente (21 buts).
L'Ajax d'Amsterdam finit deuxième de l'Eredivisie à trois points du PSV Eindhoven, et se qualifie pour la Coupe UEFA.

#### Saison 2008-2009
Luis Suárez attend le 28 septembre 2008 pour ouvrir son compteur personnel lors du match à domicile contre le Vitesse Arnhem (3-0).
Le 12 avril 2009, il marque de nouveau un triplé contre Willem II, lors du mémorable 7-0 à l'Amsterdam ArenA.
C'est une nouvelle fois une saison de haute volée que réussit Suárez, faisant encore mieux que la saison précédente, marquant un total de 28 buts en 43 matchs toutes compétitions confondues, dont 22 en 31 matchs de championnat, ce qui lui permet de se hisser à la deuxième place du classement des buteurs, derrière le joueur marocain Mounir El Hamdaoui de l'AZ Alkmaar (23 buts). Il est récompensé en étant élu Joueur de l'année par les supporters de l'Ajax, mais malgré ses performances de haut niveau, il ne peut empêcher son équipe de terminer sur la troisième marche du podium, se qualifiant simplement pour la Ligue Europa.
En revanche, son comportement laisse à désirer. Il accumule les cartons jaunes, et est suspendu un match après son septième avertissement de la saison. Il se bat même avec son coéquipier, l'Espagnol Albert Luque, à la mi-temps d'un match, ce qui lui vaudra une nouvelle suspension de la part de son club.
Ainsi, Marco van Basten, son entraineur, déclare que « Luis est imprévisible, il se laisse difficilement influencer mais c'est aussi ce qui le rend attachant, voire spécial ». Il avoue que sa relation avec l'Uruguayen est souvent tendue.
En 2009, il se marie avec Sofia Balbi, son amour d'enfance. Ils ont trois enfants : Delfina (née le 5 août 2010), Benjamin (né le 26 septembre 2013) et Lautaro (né le 23 octobre 2018).

#### Saison 2009-2010

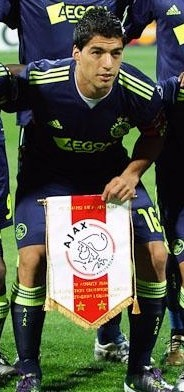
Luis Suárez avec l'Ajax Amsterdam en 2010.

La saison 2009-10 débute parfaitement pour Luis Suárez avant même le début du championnat puisque son nouvel entraineur, Martin Jol le nomme capitaine du club à la suite du départ de Thomas Vermaelen vers Arsenal.
Il ouvre son compteur en inscrivant un nouveau triplé le 8 août contre RKC Waalwijk (4-1).
Il marque le premier quadruplé de sa carrière quelques jours plus tard, le 20 août lors du match aller du tour préliminaire de la Ligue Europa
face au Slovan Bratislava (5-0).
Le 23 décembre 2009, il réalise un sextuplé lors d'un match de Coupe des Pays-Bas contre une équipe amateur, match gagné par l'Ajax sur le score sans appel de 14-1.
Le 3 février 2010 il réalise un quadruplé en championnat face au Roda JC. Il marque ce jour-là les quatre buts de son équipe, donnant ainsi la victoire aux siens (4-0 score final).
Le 13 février 2010, il marque un but sensationnel contre le RKC Waalwijk : il élimine dans sa course cinq joueurs adverses pour finalement battre Ohad Levita d'une talonnade.
Le 6 mai 2010, Luis Suárez remporte son premier trophée avec l'Ajax Amsterdam, remporté au terme d'un affrontement aller retour contre le rival historique, le Feyenoord Rotterdam, en Coupe des Pays-Bas (2-0, 4-1). L'Uruguayen contribue grandement au succès de son équipe, notamment au match retour, inscrivant un doublé à Rotterdam.
Suárez affole les compteurs, cumulant les triplés et les quadruplés, et totalisant pas moins de 49 buts en 48 matchs, dont 35 en 33 apparitions en championnat, ce qui lui vaut d'en terminer meilleur buteur, loin devant Bryan Ruiz de FC Twente (24 buts). 
Il est pour la deuxième fois consécutive élu Joueur de l'année par les supporters, et également joueur néerlandais de l'année.
Mais, cette série de buts ne suffira pas à mener l'Ajax Amsterdam vers un titre de champion des Pays-Bas qui le fuit depuis 2004, soit la plus longue période de disette du club amstellodamois depuis le début des années 1960. Les Ajacides, malgré une belle remontée au printemps 2010, finissent deuxièmes, devancés par le FC Twente d'un tout petit point. Le club se qualifie toutefois pour la Ligue des champions 2011.
Lors de l'été 2010, il s'envole pour l'Afrique du Sud afin de participer à la Coupe du monde. La Celeste impressionne, emmenée par le duo Luis Suárez/Diego Forlán. Il confirme sa saison exceptionnelle en inscrivant trois buts, aidant fortement son équipe à se hisser jusqu'en demi finale, finissant à la quatrième place.

#### Saison 2010-2011
La saison 2010-2011 commence fort pour Luis Suárez : le 28 juillet, il marque son centième but en match officiel pour l'Ajax Amsterdam, lors du troisième tour préliminaire de la Ligue des champions face au PAOK Salonique (1-1). Il entre alors dans le cercle des joueurs ayant dépassé les 100 buts pour l'Ajax Amsterdam, le dix-septième et dernier à y être entré à ce jour.
Trois jours plus tard, il est rattrapé par son comportement puisqu'il est expulsé lors de la Supercoupe des Pays-Bas (défaite 1-0 contre FC Twente).
Suárez continue à empiler les buts, marquant un nouveau triplé à De Graafschap (5-0) le 29 août.
Le 22 novembre 2010, il fait une fois de plus parler de lui : pendant le choc néerlandais entre l'Ajax Amsterdam et le PSV Eindhoven, il mord au cou l'ailier du PSV, Otman Bakkal. Heureusement, la morsure est sans gravité. Il sera surnommé « le cannibale de l'Ajax » par De Telegraaf.
Il est suspendu par son club pendant deux rencontres et écope d'une amende dont la somme a été reversée à une œuvre de charité. À cette suspension interne s'ajoute celle de sept matchs infligée par la Fédération néerlandaise de football.
Suárez doit alors se contenter de briller en Ligue des champions. Le 8 décembre 2010, il sort une performance mémorable au San Siro, contribuant grandement à la victoire (2-0) de son équipe au détriment du Milan AC. Il s'agit de la première victoire en 16 ans de l'Ajax Amsterdam sur le sol italien.
Pendant que l'attaquant uruguayen purge sa suspension, l'Ajax est en contact avec plusieurs clubs désireux de recruter le joueur. C'est le club anglais de Liverpool qui se montre le plus insistant, même si les premières offres des Reds sont jugées ridicules par les dirigeants hollandais. Le 28 janvier 2011, l'Ajax Amsterdam accepte une offre de 26,5 millions d'euros pour Suárez, qui tombe rapidement d'accord avec le club entrainé par Kenny Dalglish.
Il marque au total 12 buts en 24 matchs durant cette demi saison (dont 7 en 13 apparitions en championnat).
Suárez quitte l'Ajax Amsterdam avec un statut d'idole. C'est un des joueurs qui aura le plus marqué les supporters depuis ceux qui composaient l'équipe vainqueur de la Ligue des champions 1995[réf. nécessaire]. Il aura même droit à une fête en son honneur en février 2011 après un match de l'Ajax, sous les applaudissements d'un public acquis à sa cause. Le club de la capitale néerlandaise remporte en mai 2011 le championnat des Pays-Bas, ce qui permet d'ajouter une ligne à son palmarès.
Au moment de son départ, il exprime sa reconnaissance envers Marco van Basten, Dennis Bergkamp et Frank de Boer pour avoir fait de lui un footballeur plus complet, plus calme et plus mature durant son passage à l'Ajax Amsterdam. Il fait notamment remarquer que Van Basten, avec lequel il entretenait des relations tendues, lui avait enseigné les gestes techniques et mouvements requis pour être un avant-centre performant.
En trois ans et demi à Ajax Amsterdam, Suárez a inscrit 111 buts en 159 apparitions ; un total impressionnant qui le hisse au treizième rang des meilleurs buteurs de l'histoire de l'Ajax Amsterdam, et au deuxième rang des meilleurs buteurs étrangers, derrière Jari Litmanen (132 buts). Il aura, au cours de son passage à l'Ajax Amsterdam, remporté une Coupe et un Championnat des Pays-Bas.

### Liverpool

#### Saison 2010-2011

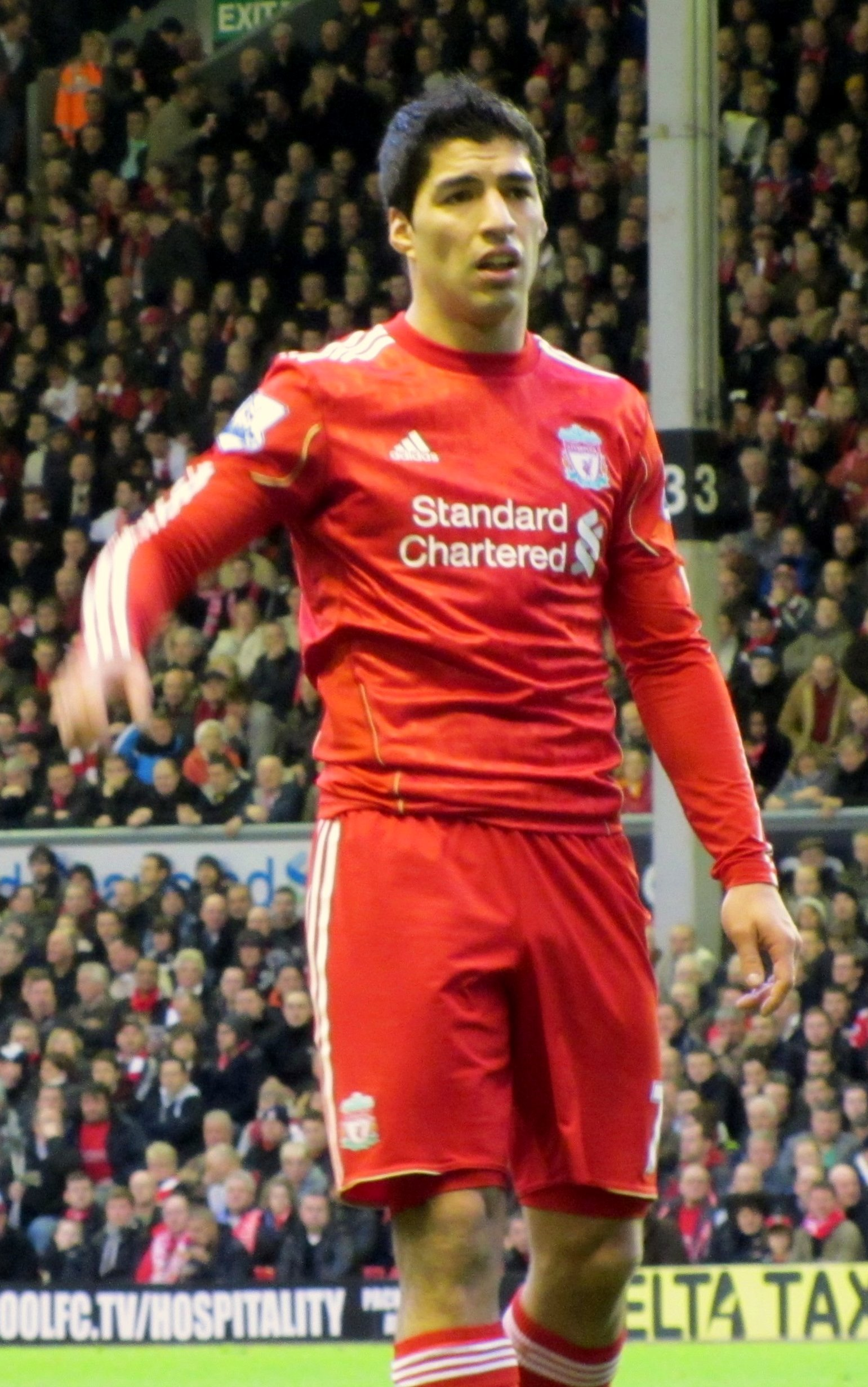
Luis Suárez joue pour les Reds de Liverpool en 2011.

Le 28 janvier 2011 il signe au Liverpool FC pour un montant qui s'élève à 26,5 millions d'euros. Le club lui attribue le célèbre numéro 7, porté précédemment par deux légendes du Liverpool FC, Kevin Keegan et Kenny Dalglish. Il a pour objectif de remplacer Fernando Torres dans le cœur des supporters des Reds, qui part à Chelsea quelques jours plus tard. Il est épaulé par Andy Carroll, arraché à Newcastle pour former un duo d'attaque prometteur, complémentaire et pour faire remonter le club au classement, en difficulté en Premier League.
Le 1er février 2011, lors de son premier match sous le maillot de Liverpool, après être rentré en jeu sous une totale ovation debout du public d'Anfield à la 63e minute, il marque le second but de son équipe, en dribblant le gardien de Stoke City seulement 16 minutes après son entrée en jeu. Le 6 mars 2011, Liverpool reçoit Manchester United à Anfield (3-1). Au cours de ce match, Luis Suárez offre deux passes décisives à Dirk Kuyt dont un festival de dribbles sur son premier but ; il se joue des quatre défenseurs mancuniens dans la surface de réparation puis mystifie Edwin van der Sar d'un petit pont que Kuyt n'a plus qu'à pousser dans le but. Suárez sort sous une ovation debout en fin de match.
Luis Suárez démontre très rapidement des qualités aussi bien techniques que mentales. Excellent dribbleur, très vif, il fait étalage d'une combativité à toute épreuve, harcelant sans cesse les joueurs adverses, se battant sur chaque ballon. Cette combativité, comparable à celle d'un autre joueur de Liverpool, Dirk Kuyt, lui vaut très vite une grande admiration des supporters, qui ont déjà oublié la trahison de Fernando Torres et lui consacrent un chant sur l'air de Just Can't Get Enough de Depeche Mode.
Au Stadium of Light de Sunderland, le 20 mars 2011, il marque un but improbable depuis la ligne de sortie de but qui parachève un match encore énorme de sa part, tant il a mis la défense de l'équipe adverse au supplice. Lors de cette première demi saison au sein du Liverpool Football Club, il inscrit au total 4 buts en 13 matchs, tous joués pour le compte du championnat. Son arrivée coïncide avec un net regain de forme de Liverpool, qui termine sixième, après une première partie de championnat catastrophique.
En juillet, il s'envole pour l'Argentine afin de disputer la Copa America. Il réalise des performances de très haut niveau et survole la compétition. Il marque quatre buts (dont un lors de la finale remportée 3-0 contre le Paraguay) et délivre deux passes décisives en six matchs. Il est logiquement élu meilleur joueur de la compétition. L'Uruguay ne l'avait plus remportée depuis 1995.

#### Saison 2011-2012
Suárez confirme immédiatement ses énormes prestations de la Copa América. Contre Sunderland, premier match de la saison 2011-2012, il provoque un penalty dès la 7e minute, qu'il rate. Cependant, cinq minutes plus tard, il reprend de la tête un coup franc de Charlie Adam qui trompe le gardien adverse, prouvant une nouvelle fois qu'il a un mental à toute épreuve. Lors de la 2e journée, à l'Emirates Stadium, il entre en jeu à la 70e minute avec Raul Meireles, au cours d'un match dominé par Liverpool qui n'arrive pas à prendre l'avantage. Ils seront à l'origine des deux buts concédés par Arsenal, Suarez inscrivant le deuxième en toute fin de match.
Le 15 octobre 2011, à la suite du match nul face à Manchester United, le capitaine mancunien Patrice Évra l'accuse d'avoir proféré des insultes racistes à son encontre durant toute la partie, ce que l'Uruguayen réfute.
Le 26 octobre 2011, au Britannia Stadium de Stoke City, il marque un but somptueux dans ce match du quatrième tour de la League Cup. Il hérite d'un ballon sur l'aile gauche, effectue un petit pont sur son défenseur, puis enchaîne d'une magnifique frappe enroulée à l'entrée de la surface de réparation qui termine sa course dans le petit filet opposé. Le 1er novembre 2011, il fait partie de la liste de vingt-trois joueurs nommés pour le Ballon d'or.
Le 20 décembre 2011, Luis Suárez est condamné à 8 matchs de suspension ainsi qu'à une amende de 47 800 euros. Liverpool, qui clame son innocence décide de ne pas faire appel de peur de voir la suspension alourdie. Selon la presse britannique, il se serait justifié de l'emploi du mot espagnol negrito (petit noir en français) en expliquant à la commission de discipline de la Fédération anglaise de football que ce terme n'avait pas de connotation raciste dans son pays.
Un neuvième match de suspension viendra s'additionner aux huit premiers. En effet, le 3 décembre 2011, excédé par des chants désobligeants à son encontre durant toute la rencontre face à Fulham, Suárez adresse un doigt d'honneur au public de Craven Cottage. La FA décide une nouvelle fois de mener une enquête sur lui. Le 28 décembre 2011, Suárez est suspendu un match pour ce fait.
Le 9 janvier 2012, il se classe sixième au classement du FIFA Ballon d'or 2011 en remportant 1,48 % des suffrages, il est devancé par Lionel Messi, Cristiano Ronaldo, Xavi, Andrés Iniesta et Wayne Rooney.
Le 11 février 2012, il dispute son premier match depuis sa suspension, à Old Trafford (1-2). Il crée une petite polémique, puisqu'il semble refuser de serrer la main de Patrice Évra lors du protocole d'avant match. Il marque néanmoins un but en fin de rencontre.
Le 26 février 2012, il remporte son premier trophée avec Liverpool, la League Cup 2012, gagnée au terme d'une séance de penalties rocambolesque contre Cardiff City (2-2, 3-2 aux tirs au but).
Le 13 mars 2012, Liverpool s'impose 3-0 contre Everton grâce à un triplé de Steven Gerrard. Luis Suárez est une nouvelle fois intenable et offre deux passes décisives à son capitaine.
Le 14 avril 2012, Liverpool affronte de nouveau Everton, cette fois en demi finale de la Coupe d'Angleterre. Liverpool subit, encaisse très vite un but et n'arrive pas à égaliser, jusqu'à ce que Suárez profite d'une mauvaise relance de Sylvain Distin et égalise. Liverpool se qualifie pour la finale en toute fin de match sur un but de la tête de Carroll(2-1).
Le 28 avril 2012, il réalise son premier triplé avec les Reds au Carrow Road de Norwich City (3-0). Il marque le premier but d'une frappe du pied gauche en pleine lucarne à la suite d'un service de Steven Gerrard. Deux minutes plus tard, il récupère le ballon dans les pieds d'un défenseur avant de tromper John Ruddy d'un extérieur du pied droit. Il conclut une partie très aboutie en lobant John Ruddy de 50 mètres, un magnifique but semblable à celui que David Beckham avait inscrit avec Manchester United en août 1996 contre Wimbledon.
Le 5 mai 2012, Liverpool affronte Chelsea en finale de la FA Cup. Les Reds se retrouvent menés au score 2 à 0. Ils réduiront la marque et pousseront jusqu'à la fin mais ils ne réussirent pas à combler leur retard (1-2).
Pour cette première saison complète au sein du Liverpool FC, Suarez inscrit un total de 17 buts en 39 rencontres, dont 11 en 31 matchs de championnat. Son très bon rendement en coupe permit aux Reds d'aller au bout des deux compétitions, remportant la League Cup et consolidant ainsi un peu plus la place de Liverpool en tant que recordman de cette compétition qu'ils ont désormais remporté à 8 reprises, loin devant son dauphin d'Aston Villa qui totalise cinq victoires, mais échouant en finale de la FA Cup. Malgré des statistiques encourageantes, il a parfois l'air bien trop seul à surnager au sein d'une équipe de Liverpool moribonde, orpheline une grande partie de la saison de son capitaine Steven Gerrard, et terminant à la huitième place. Liverpool est néanmoins qualifié pour la Ligue Europa, à la suite de sa victoire en League Cup. Son comportement pose problème puisqu'il manque au total 9 matchs de compétitions anglaises à la suite de suspensions, notamment à cause de l'affaire de racisme envers Patrice Évra.
En juillet 2012, il participe aux Jeux olympiques avec l'Uruguay. Il connait son premier échec avec la Celeste puisqu'il ne parvient pas à trouver la faille. L'Uruguay est éliminé dès le premier tour.

#### Saison 2012-2013
Luis Suárez ouvre son compteur pour la saison 2012-2013 le 26 août 2012, lors de la deuxième journée de championnat, la première de la saison à Anfield Road contre le champion sortant, Manchester City (2-2). Il marque sur un coup franc millimétré excentré sur le côté droit, qui finit dans le petit filet de Joe Hart.
Le 4 novembre 2012, Luis Suárez inscrit un but extraordinaire contre Newcastle à Anfield Road (1-1). Il reçoit le ballon à la suite d'une longue ouverture de Jose Enrique, contrôle le ballon de l'épaule, ce qui lui permet d'effacer Fabricio Coloccini (qui sera par ailleurs exclu après une faute sur Luis Suárez), crochète Tim Krul du pied droit et conclut tranquillement d'un extérieur du même pied.

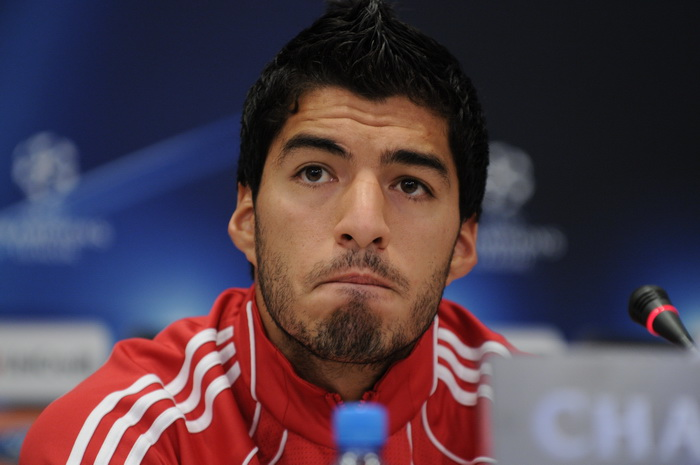
L'avant-centre uruguayen en conférence de presse d'avant-match de Ligue des champions avec Liverpool en 2013.

Luis Suárez réalise un début de saison tonitruant, comptabilisant 11 buts en 16 matchs toutes compétitions confondues. Malgré 8 buts inscrits en 11 matchs de Premier League, ce qui lui vaut d'en être le co-meilleur buteur avec Robin van Persie, Liverpool n'occupe qu'une piètre treizième place au classement.
Le 17 novembre 2012, il inscrit deux nouveaux buts contre Wigan à Anfield Road (3-0). Il prend alors seul la tête du classement des buteurs du championnat avec 10 buts en 12 matchs. C'est le quatrième match consécutif de championnat où il inscrit au moins un but.
Le 30 décembre 2012, sur le terrain des Queens Park Rangers à Loftus Road (3-0), il inscrit son deuxième doublé de la saison, portant son total à 13 buts en championnat.
Luis Suárez commence l'année 2013 de la plus belle des manières puisque le 2 janvier, il inscrit un deuxième doublé d'affilée contre Sunderland à Anfield Road (3-0), en plus d'offrir une somptueuse passe décisive à Raheem Sterling pour l'ouverture du score, portant son total en championnat à 15 buts en 20 matchs.
Le 27 janvier 2013, Luis Suárez est pour la première fois capitaine de Liverpool, Steven Gerrard et Jamie Carragher étant sur le banc, lors du match du quatrième tour de FA Cup à Oldham. Liverpool est éliminé sans gloire malgré un but de Suárez (2-3).
Luis Suarez réalise une énorme saison, la plus aboutie de sa carrière à si haut niveau, montrant des progrès constant année après année, notamment en finition. Il inscrit au total 30 buts en 44 rencontres, dont 23 en 33 rencontres de championnat, ce qui lui permet de se hisser à la deuxième place du classement des buteurs, derrière Robin van Persie de Manchester United (26 buts). Malgré cela, Liverpool ne termine qu'à la septième place du championnat, et n'est qualifié pour aucune compétition européenne.
Son comportement fait une nouvelle fois polémique et pénalise son club, puisqu'il manque les quatre derniers matchs du championnat, ainsi que les cinq premiers de la prochaine saison, plus un match de Coupe de la Ligue. Il se met même certains supporters à dos, qui lui avaient jusqu'ici manifesté un soutien indéfectible malgré ses frasques, annonçant ses envies d'ailleurs, et déclarant ne plus pouvoir supporter le traitement de la presse anglaise à son égard.
En juin 2013, il s'envole pour le Brésil afin d'y disputer la Coupe des confédérations. Il y inscrit trois buts en cinq matchs, mais l'Uruguay ne parvient pas à atteindre la finale et termine quatrième. Le 23 juin 2013, il inscrit ses 34e et 35e buts en sélection contre Tahiti (8-0), faisant de lui le meilleur buteur de tous les temps de la Céleste.

#### Saison 2013-2014
Après une longue suspension de neuf matchs dont huit en championnat, Luis Suarez fait son retour le 29 septembre 2013 face à Sunderland FC pour une victoire 3-1 de son équipe, où il inscrit un doublé.
Il confirme sa bonne forme au match suivant lors d'une victoire face à Crystal Palace FC 3-1, où il inscrit encore un but. Deux matchs plus tard, après avoir fait un nul décevant 2-2 face à Newcastle United FC, il inscrit un triplé face à West Bromwich Albion pour la victoire 4-1 de son équipe.
Le 4 décembre 2013, face à Norwich City FC il inscrit un quadruplé dont un but d'une reprise d'environ 40 mètres, il est également l'auteur de la cinquième passe décisive pour une victoire 5-1 à Anfield. Puis le 22 mars 2014, face à Cardiff City, il inscrit un triplé, ce qui pousse son nombre de buts à 28.
Au terme de la saison, Suarez termine meilleur buteur du championnat avec 31 buts marqués en 33 rencontres, ce qui lui permet de remporter le Soulier d'or (trophée récompensant le meilleur buteur européen) à égalité avec Cristiano Ronaldo. Il finit aussi vice meilleur passeur (12 passes décisives) juste derrière son capitaine en club, Steven Gerrard.
Malgré avoir raté le titre de deux points face à Manchester City Football Club alors qu'ils avaient le titre en main à trois journées de la fin, Liverpool aura marqué les esprits par leur belle qualité de jeu offensive mise en place grâce notamment à Suarez.
Luis Suarez accumule les distinctions individuelles, en remportant le trophée du meilleur joueur du championnat (élu par ses pairs) ainsi que le trophée du meilleur joueur du championnat (élu par les journalistes). Luis Suarez apparait aussi dans l'équipe-type de la saison en Angleterre, au côté de Daniel Sturridge et Steven Gerrard. Ses performances exceptionnelles lui valent d'être encensé par le monde du football, notamment par Wayne Rooney qui le compare à Lionel Messi ou Cristiano Ronaldo : « Il est difficile de se préparer pour lui parce qu'il est imprévisible dans la façon dont il joue. Je pense que si vous regardez Ronaldo et Messi, vous connaissez leur point faible et leur point fort. Il est difficile de les arrêter ne vous méprenez pas, mais vous savez dans une certaine mesure qui vous allez affronter. Avec Suarez, c'est vraiment difficile (…) En tant que défenseur, je suis sûr qu'il est difficile à marquer ».

### FC Barcelone

#### Saison 2014-2015

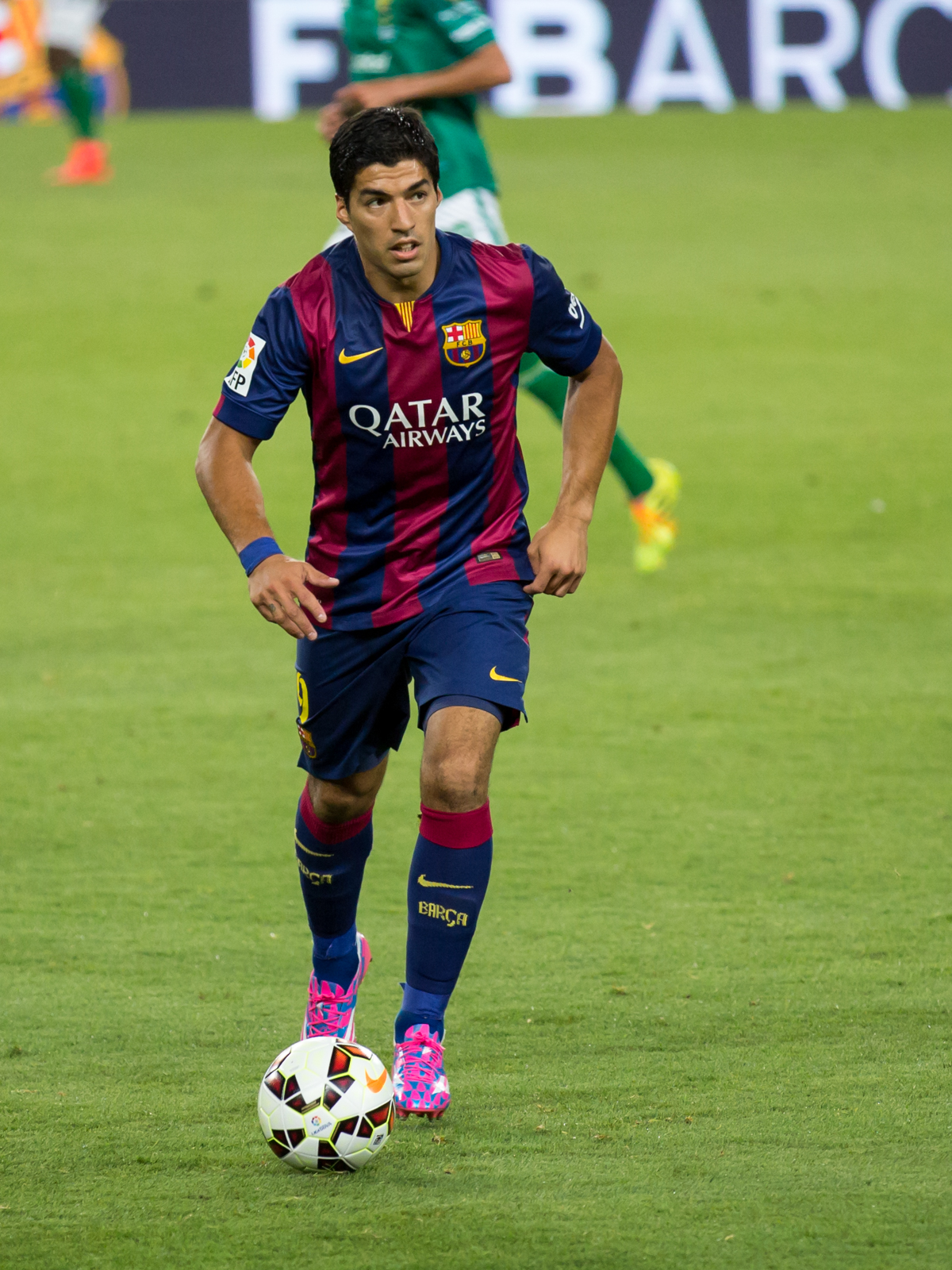
El pistolero avec le club catalan.

Le 11 juillet 2014, le FC Barcelone officialise l'arrivée de Luis Suárez dans ses rangs pour 81 millions d'euros, ce qui fait de lui le quatrième joueur le plus cher de l'histoire. La durée du contrat est de cinq ans. Suárez devient le 16e Uruguayen à porter le maillot du Barça. Il débute avec le Barça le 18 août 2014 lors du Trophée Joan Gamper. Avec le Barça, l'Uruguayen porte le no 9 qu'il porte aussi en sélection nationale.
Après avoir été suspendu quatre mois pour avoir mordu l'Italien Giorgio Chiellini durant la Coupe du monde de football 2014, il est de retour le 25 octobre face au Real Madrid lors du Clásico et délivre sa première passe décisive pour son premier match officiel sous le maillot blaugrana mais ne peut empêcher la défaite de son équipe (3-1). En novembre, il inscrit son premier but lors de la victoire 0-4 face à l'APOEL Nicosie en Ligue des champions. Le 10 décembre 2014, il marque le troisième but de son équipe lors de la victoire 3-1 face au Paris Saint-Germain. Le 15 février 2015, il marque d'une retournée acrobatique spectaculaire le cinquième but de son équipe face à Levante (victoire 5-0). En avril 2015, il marque un doublé lors d'une victoire à l'extérieur contre Paris (1-3),. Il inscrit son premier coup du chapeau en Liga dans le compte de la seizième journée de championnat lors de la victoire 5-0 de son équipe face à Cordoue et son deuxième coup du chapeau face à cette même équipe lors du match retour pour une victoire 0-8.
En mai, il remporte le trophée EFE de meilleur joueur sud-américain du championnat espagnol.
Le 6 juin 2015, il marque le deuxième but de son équipe lors de la finale de la Ligue des Champions face au club italien de la Juventus (3-1) permettant ainsi à Barcelone de remporter la cinquième C1 de son histoire.
Sa première saison en Espagne est une grande réussite sur le plan individuel (25 buts, 21 passes décisives) et sur le plan collectif (Liga, Copa del Rey, Ligue des champions) pour l'Uruguayen qui s'est très vite acclimaté au style de jeu barcelonais et qui forme avec ses coéquipiers Neymar et Lionel Messi le trio offensif le plus prolifique d'Europe.
Il est élu meilleur joueur de l'histoire du FC Barcelone en 2017.

#### Saison 2015-2016
Le joueur réalise une impressionnante saison 2015-2016, où il se montre extrêmement décisif. Il remporte notamment la Coupe du monde des clubs où il termine meilleur buteur de la compétition avec cinq buts inscrits et est élu meilleur joueur. En Ligue des champions, le joueur inscrit huit buts en neuf matchs mais ne peut empêcher l'élimination de son club dès les quarts de finale. Au terme du championnat d'Espagne, remporté une nouvelle fois par Barcelone, Luis Suárez gagne le trophée de meilleur buteur avec 40 buts inscrits. Ceci lui permet de remporter le Soulier d'or européen. Il termine aussi co-meilleur passeur du championnat avec 16 passes décisives, tout comme son coéquipier Lionel Messi. Cette seconde saison fut la meilleure saison de la carrière du joueur jusqu'à présent, tant il se sera montré décisif avec son club avec lequel il marquera 59 buts tout au long de la saison.

#### Saison 2016-2017
Après la déception uruguayenne lors de la Copa America 2016, Luis Suarez reprend l'entrainement le 20 juillet, dans l'optique de réaliser une saison, aussi aboutie et exceptionnelle que la précédente.
Le 10 août, Luis Suarez remporte le Trophée Joan Gamper 3-2 face à la Sampdoria de Gênes, il s'illustre notamment en inscrivant un but.
Le FC Barcelone remporte le 17 août sa 12e Supercoupe d'Espagne de son histoire, face à Séville (5-0 cumulé),. "Luisito" (son surnom) est l'auteur d'une réalisation lors du match aller.
Luis commence la Liga de manière tonitruante en inscrivant un triplé décisif lors de la première journée face au Betis au Camp Nou (victoire 6-2). Le 13 septembre, lors du match d'ouverture de Ligue des champions, le Barça et Suarez, auteur d'un doublé, étrillent le Celtic sur un score sans appel de 7-0,,,. Les victoires s'enchaînent côté Blaugrana, cependant le club connaît une mini crise en novembre 2016, après la défaite en Ligue des champions 3-1 face à Manchester City, ainsi que quatre matchs nuls consécutifs en Liga (0-0 et trois fois 1-1) ce qui fait en Liga, 4 points pris sur 16 possibles. Lors du Clásico face au Real Madrid, Luis Suarez inscrit le premier but avant que Sergio Ramos n'égalise dans les ultimes secondes,.
Le 15 décembre 2016, Luis Suárez renouvelle son contrat avec Barcelone jusqu'en 2021. Sa clause de départ s'élève désormais à 200 M€.
Le trio barcelonais, nommé MSN, continue d'éblouir la scène européenne, cependant lors des huitièmes de finale de la Ligue des champions aller face au Paris Saint-Germain, ils connaissent une défaite historique 4-0 ,, qui les condamnent presque à l'élimination, puisque dans l'histoire du football dans cette compétition jamais un club n'a réussi à remonter un tel écart. Les Blaugrana sont donc condamnés à l'impossible, à l'exploit. Cependant en Espagne un infime espoir laisse place à la déroute dans le cœur des supporters et de la presse sportive, et en guise de répétition générale, le FC Barcelona s'impose 6-1 et 5-0 lors des deux dernières journées de Liga précédent le match retour face au PSG.
Le 8 mars, le FC Barcelone a rendez-vous avec son histoire et son destin. Auparavant en conférence de presse Ivan Rakitić, Lionel Messi, Luis Suarez et Luis Enrique ou encore Andrés Iniesta se montrent confiant estimant qu'ils n'ont plus rien à perdre.
Luis Suarez ouvre le score dès la troisième minute de la tête et lance parfaitement le FC Barcelona dans sa "remontada" historique. Cependant, à la 65e minute de jeu, Edinson Cavani, son compère de sélection, brise tous les espoirs en réduisant le score à 3-1. Le Barça doit encore inscrire trois buts. À ce moment-là, les joueurs n'y croient plus. À la 90e Luis Suarez provoque dans la surface un penalty que transforme Neymar, déjà buteur trois minutes avant sur coup franc, et relance tout espoir à 5-1. Et pour finir au bout du suspens, Sergio Roberto inscrit le but du 6-1 et envoie le Barça en quart de finale ,,,,.Comblés d'éloges toute la planète souligna cette incroyable remontée,.Cependant, le retour à la réalité est difficile, et ne se fait pas attendre, quatre jours après, le Barça est surpris au stade Riazor et s'incline 2-1 face au Deportivo, laissant le Réal filer en tête du championnat.
De nouveau, le Barça subit une nouvelle lourde défaite en match aller de la Ligue des champions face à la Juventus (3-0). Cependant le Barça n'arrive pas à réaliser une seconde Remontada et est tenu en échec (0-0) au Camp Nou. Le club espagnol est donc tenu éliminé de la Ligue des champions en quart .
Malgré la victoire en Coupe du Roi 2016, la saison du Barça reste un échec puisque dans ce même temps, le grand rival, le Real Madrid, réalise un doublé remarquable, en remportant la Ligue des champions 2016, ainsi que la Liga.

#### Saison 2017-2018
Après des vacances passées à Ibiza avec Lionel Messi et Cesc Fàbregas et leur famille , Luis reprend l'entraînement le 12 juillet. La pré-saison est marquée par la victoire du Barça à l'International Champion Cup mais surtout par le départ de Neymar le 3 août pour une somme record de 222M d'euros vers le PSG . Formé depuis 2014, ce trio acronyme de légende inscrira 364 buts sous les couleurs de Barcelone et délivrera 211 passes décisives. Du jamais vu,,. Ousmane Dembélé (recruté pour 105M) aura donc la dure tâche de faire oublier l'empreinte laissée par Neymar. Le 7 août, Barcelone joue un match symbolique au Camp Nou puisqu'il s'agit du traditionnel Trophée Gamper. Ce match est d'autant plus symbolique car leur adversaire est Chapecoense, club décimé par un crash aérien en novembre 2016. Les Catalans l'emportent 5 à 0 avec un but notamment Luis Suárez. Il s'ensuit la double confrontation du Barça face à l'éternel rival, le Real Madrid. Le club catalan s'inclinera à deux reprises pour un total de 5-1. Pire même, Luis se blesse au genou. Une absence estimée à six semaines de base, cependant elle ne durera que deux finalement, Suarez voulant absolument jouer avec sa sélection nationale en septembre 2017. L'Uruguayen affronte donc l'Argentine (0-0) où il semblera vraiment diminué physiquement.
Le 9 septembre, il inscrit son premier but de la saison en Liga, sur une passe de la nouvelle recrue, Ousmane Dembélé.
Le 23 septembre 2017, Suárez joue son 100e match dans le championnat espagnol lors de la rencontre face au Gérone FC. Il en profite pour marquer son 87e but dans cette compétition. Suárez fait désormais partie des dix meilleurs buteurs de l'histoire du Barça. Le 14 octobre, il inscrit le seul but blaugrana lors du match nul 1-1 face l'Atletico. Durant la trêve de novembre, Luis Suarez en profite pour se faire opérer d'un kyste genou. Et sera indisponible trois semaines. Le 18 novembre Suarez est bel et bien de retour, il inscrit un doublé face à Leganés. Puis, il inscrit un but les 2 et 10 décembre face à respectivement le Celta Vigo et Villarreal,,. Il termine l'année 2017 en trombe avec un doublé face à La Corogne et un but face au Real Madrid lors du Clásico où il ouvrira le score.
Le début de l'année 2018 sera marqué par le recrutement de Philippe Coutinho pour 120 M d'euros, qu'il avait côtoyé en 2013, lors de son passage à Liverpool (2011-2014).
Le 7 janvier Luis ouvre son compteur civil face à Levante. Quatre jours plus tard, il marque le troisième but du Barça face à Vigo en Coupe du Roi. Trois jours plus tard, le 17, face à la Real Sociedad au stade Anoeta il est un grand artisan de la victoire 4-2 des siens. En effet il inscrit un doublé qui permet au Barça d'enfin gagner là-bas, plus de 10 ans après. En pleine forme, le 21 janvier, Luis Suarez inscrit un nouveau doublé lors de la 20e journée de Liga face au Real Betis lors de la manita des catalans. Le lendemain de son anniversaire, le 25, il inscrit un but en Coupe du roi face à l'Espagnol (2-0) puis un nouveau but 3 jours plus tard face à Alaves
Le 1er février il inscrit l'unique but de son équipe lors de la première manche des demi-finales de la Coupe du Roi face à Valence. Deux semaines plus tard, il ouvre le score face à Eibar (2-0). Le 24 février, il inscrit son premier triplé de la saison lors de la victoire écrasante des Blaugrana face à Girona (5' 44' 76'). Le 10 mars, Luis est à nouveau buteur lors de la victoire 2-0 face à Malaga . Le 31 mars, mené 2-0 à deux minutes de la fin, Suarez et Lionel Messi réalisent une mini "remontada" et accrochent à la 89' la match nul 2-2 pour le 37e match sans défaite du Barça en championnat. Le 4 avril, lors de la victoire 4-1 du Barça en quart de finale aller de Ligue des champions face à L'AS Roma, Luis Suarez inscrit le quatrième but, un but qui fait du bien pour le Pistolero qui n'avait plus marqué dans cette compétition depuis le 9 mars 2017, et la remontada 6-1 face au PSG . Cependant une semaine plus tard, ils sont de nouveau éliminé en quart de finale, après eux aussi avoir subi une remontada 3-0 face aux Italiens . Quatre jours après cette terrible désillusion, le club catalan s'impose 2-1 face à Valence, grâce à un but de Suarez. Ils battent ainsi le record invincibilité en championnat. Le 21 avril 2018, il remporte sa troisième coupe du roi avec le Barça, en marquant notamment un doublé face à Séville.
Sûr de remporter le championnat et la Coupe du Roi, la fin de saison est donc plus tranquille, et permet à Suárez de se préparer au mieux pour l'une des dernières grandes compétitions internationales de sa vie : la Coupe du monde en Russie. Cependant, il marque encore face au Real lors du Clásico (2-2), face à Levante (4-5) et face au Mamelodie Sundowns (3-0).
Luis Suárez termine donc l'année avec le Barça sur 31 buts toutes compétitions officielles confondues dont 5 buts et 4 passes décisives en 6 matchs de Coupe du Roi. Réputé comme l'un des meilleurs numéro 9 du monde et de sa génération, il s'agit de la sixième année consécutive que Le Pistolero dépasse la barre des 30 buts. Pas seulement buteur, il se veut au service du collectif en délivrant 12 passes décisives en Liga (17 tcc).il termine sa saison 2017-2018 de Liga avec 25 et 12 passes décisives ce qui fait de lui le co-meilleur passeur du Championnat d'Espagne avec son coéquipier Lionel Messi pour la troisième année consécutive meilleur passeur du Championnat espagnol.

#### Saison 2018-2019
Après une Coupe du monde 2018 durant laquelle Luis Suarez termine cinquième avec l'Uruguay, le Pistolero fait son retour à l'entraînement le 6 août, pour préparer la nouvelle saison. Il joue son premier match officiel, quatre jours plus tard face à Séville, en finale de SuperCoupe d'Espagne, où il démarre la rencontre en tant que titulaire et voit son équipe s'imposer sur le fil (2-1),. Trois jours après, il termine sa pré-saison lors du trophée Joan Gamper, où il rentre en cours de match à la 65e minute à la place de Munir.
Il joue sa première rencontre en championnat le 18 aout 2018 contre Alavès, où il ouvre son compteur de passes décisives. Il débloque son quota de buts le 2 septembre contre le promu Huesca, où il inscrit un doublé et délivre une passe décisive. Lors de la quatrième journée, contre la Real Sociedad, il inscrit un nouveau but. Promu capitaine à l'issue du départ d'Andrés Iniesta,, Lionel Messi promet aux supporters lors du traditionnel discours d'avant saison, de tout faire pour ramener la Ligue des champions au Camp Nou en juin. Le 18 septembre, le Barca rentre donc en lice dans cette compétition. Pour son premier match face au PSV, Luis Suarez délivre une passe décisive pour Messi. Muet et inefficace aussi bien devant le but que dans la dernier passe depuis trois matchs en championnat, Luis est d'abord passeur contre Valence le 7 octobre puis retrouve le chemin des filets le 20 contre Séville sur penalty, où Messi se blesse. Entre-temps, inoffensif en Ligue des champions face à Tottenham, Luis Suarez se montre décisif lors de la victoire contre Milan, deux semaines plus tard, en étant passeur sur l'ouverture du score catalane par Rafinha.
Le 28 octobre 2018, il profite de l'absence de son coéquipier Lionel Messi pour inscrire un triplé face au Real Madrid (victoire 5-1),. À la demi-heure de jeu, Il provoque un penalty qu'il transforme lui-même, avant de s'offrir, dans un premier temps, un doublé à la suite d'une tête imparable aux 17 mètres après un service de Sergi Roberto, puis dans un second temps, un triplé avec ce lobe au-dessus de Thibaut Courtois,,. Outre ses trois réalisations, c'est son implication dans le jeu qui est tout autant souligné, à l'image de son appel en profondeur sur la passe en retrait de Jordi Alba permettant l'ouverture du score de Philippe Coutinho ou de sa reprise de volée en pleine course s'écrasant sur le montant du Thibaut Courtois. Critiqué depuis le début de la saison, son incroyable performance face au rival historique lui vaut des louanges de la part des supporters et de la presse,,, et il est logiquement élu homme du match,.
Dans la lignée de son Clásico, l'Uruguayen inscrit son premier doublé de la saison face au Rayo Vallecano, permettant au Barça d'arracher la victoire dans les ultimes instants du match,. Par la suite, gêné régulièrement par des problèmes de blessures aux genoux, Luis est contraint à du repos forcé pendant une semaine, avant de profiter de la trêve internationale pour suivre un traitement controversé à base de cellules souches qui l'écartera des terrains pendant plus de deux semaines. À la suite de cela, il inscrit un but lors du derby du 8 décembre contre Espanyol, puis récidive une semaine plus tard, le 16, contre Levante.
L'année 2019 de Luis Suarez commence sur les chapeaux de roues, puisque le Pistolero dégaine et fait trembler les filets à quatre reprises lors des trois premiers matchs de l'année civile du Barca, en marquant respectivement contre Getafe d'une sublime reprise de volée aux 25 mètres,, Eibar (deux fois), et Leganes. Défait à l'aller 2-0 en Coupe du Roi, le Barca renverse Séville et Luis Suarez inscrit un but et délivre passe décisive pour Philippe Coutinho lors de la manche retour le 30 janvier, permettant aux siens de se qualifier pour la demi-finale face au Real.
Après un match nul contre Lyon en huitième de finale aller,, où sa mauvaise performance est largement pointée du doigt,, Luis Suarez, se ressaisit lors du match retour, et provoque un penalty, transformé par Lionel Messi, avant d'offrir une passe décisive à Philippe Coutinho.
Le 23 février 2019, il marque son 169e but sous le maillot blaugrana, contre Séville. Il se situe dans le top 4 des meilleurs buteurs de l'histoire du FC Barcelone (derrière Lionel Messi, César Rodríguez et László Kubala). Le 27 février 2019, en demi-finale retour de la Coupe d'Espagne, il inscrit un doublé face au Real Madrid (son deuxième but a été inscrit sur une panenka) permettant aux siens de se qualifier pour la finale (victoire 0-3 au Santiago-Bernabéu).
Le 10 avril 2019, lors du quart de finale aller contre Manchester United, Luis Suarez croit marquer et ouvrir son compteur de buts en Ligue des champions et ainsi briser sa malédiction de but à l'extérieur dans cette compétition qui traine depuis quatre ans,,, mais son but de la tête est finalement attribué à Luke Shaw,. Lors du retour, le club catalan l'emporte 3-0 et se qualifie.
Le 24 avril, à l'occasion de la 34e journée de la Liga, Luis Suarez est buteur face à Alaves sur penalty. Il s'agira ici, de son 21e et dernier but en championnat de la saison.
Le 1er mai 2019, en demi-finale aller, il inscrit son premier but de la saison en Ligue des champions en ouvrant le score face à Liverpool, son ancien club. Cependant, malgré la victoire 3-0 à l'aller, le club culès se fait éliminer au match retour, en subissant, à leur tour, une incroyable remontada (4-0) au cours d'une soirée aussi spectaculaire qu'anthologique, laissant un Suarez amorphe et énervé rentrant directement au vestiaire au coup de sifflet final, sans un mot. À l'issue de la rencontre, en zone mixte, Suarez défend son coach et demande pardon aux supporters, tout en ajoutant avoir « l'air d'enfants sur le terrain ».
Quelques mois plus tard, il se confessa à ce sujet en avouant, à l'époque, « vouloir disparaître de ce monde »,. Il ne jouera plus de la saison, se faisant opérer au ménisque,. Il termine la saison à la seconde place des classements des buteurs et des passeurs, derrière Lionel Messi, avec 25 buts et 13 passes décisives toutes compétitions confondues, dont 21 réalisations en Liga (second meilleur buteur du championnat) et cinq passes décisives en Ligue des champions, faisant de lui le meilleur passeur de cette édition.

#### Saison 2019-2020
Au cœur d'un début de saison mouvementé, le FC Barcelone s'est rassuré en s'imposant à domicile contre Villarreal (2-1, 6e journée de Liga). Sifflé par le Camp Nou, l'uruguayen s'est montré «désespérant, avec des passes faciles ratées, hors de forme et sans inspiration pour prendre les espaces», ose Mundo Deportivo. Les Catalans, au jeu peu chatoyant en ce début de saison, l'ont emporté de fort belle manière avec un résultat sans appel de trois buts à zéro. Alignés en attaque, Lionel Messi, Luis Suarez et Antoine Griezmann y ont tous été de leur réalisation contre Eibar en octobre 2019. Mundo Deportivo fait la part belle au trio. Sport de son côté dit la même chose : « poésie en mouvement: la première œuvre d'art de la GSM ».
Après la défaite contre l'Atlético de Madrid en demi-finale de la Supercoupe d'Espagne (2-3) après avoir mené 2-1, Luis Suarez manquera environ six semaines de compétition. Le ménisque est d'ailleurs un problème récurrent pour le goleador. En effet, il avait déjà subi une opération en mai 2019.
En juin 2020, l'uruguayen est totalement remis de son opération au ménisque externe du genou droit pour le match face à Mallorca en guise de reprise de la Liga. Titulaire lors du match contre Villarreal (34e journée de Liga), l'avant-centre uruguayen, bien servi par Lionel Messi, a envoyé une superbe frappe enroulée au fond des filets (20e). Un but qui permet à «El Pistolero» d'égaler un certain László Kubala au classement des meilleurs buteurs du club catalan devenant le troisième meilleur buteur de l'histoire. Leaders de la Liga avant l'arrêt du championnat pour cause de la Pandémie de Covid-19, le Barça a laissé filer le titre à la reprise et le Real Madrid en a profité pour être officiellement sacré après sa victoire contre Villarreal.
Avec Ronald Koeman à la tête de ce nouveau projet, la direction de Josep Maria Bartomeu veut complètement nettoyer son vestiaire en se séparant de cadres vieillissants et autres indésirables. El Pistolero fait partie de cette liste, lui qui est le deuxième joueur le mieux payé de l'effectif et qui semble être sur la pente descendante d'un point de vue sportif.
En six saisons du côté du Camp Nou, l'attaquant uruguayen aura explosé tous les compteurs, étant le plus fidèle acolyte de Lionel Messi et signant des saisons monstrueuses, comme l'exercice 2015/2016, qu'il termine avec 59 réalisations au compteur. Puis le trio avec l'Argentin et Neymar, la MSN, qui aura marqué une époque du côté de Barcelone, avec ce titre européen en 2015.
Mais ces dernières saisons, l'Uruguayen n'avait plus forcément la cote. Physiquement, il semblait avoir baissé d'un cran, et paraissait moins efficace dans les derniers mètres, ce qui lui a valu quelques critiques venant du public. Le fait qu'il n'ait jamais eu de vrai concurrent pour le booster et le motiver a aussi été assez mal vu par certains supporters.

### Atlético de Madrid

#### Saison 2020-2021
Le 23 septembre 2020, Suárez signe à l'Atlético de Madrid pour un montant de six millions d'euros en variables.
Suárez fait ses débuts le 27 septembre en remplaçant Diego Costa contre Grenade lors de la troisième journée de Liga. Il se met d'emblée en évidence en délivrant une passe décisive à Marcos Llorente avant de réaliser un doublé en huit minutes qui clôture une large victoire 6-1 à l'Estadio Metropolitano. Diego Simeone le titularise trois jours plus tard mais l'Uruguayen reste muet au cours d'un nul 0-0 face à la SD Huesca.
Le 21 janvier 2021, lors de la 19e journée de Liga opposant la SD Eibar à l’Atlético Madrid, il marque un second but d’une panenka pour l’Atlético à la 88e minute de jeu contre le gardien Marko Dmitrović. Les commentateurs suggèrent que Suárez a opté pour cette technique risquée et humiliante pour le gardien afin de répondre à l’audace de Dmitrović qui avait ouvert le score du match en osant tirer et marquer un pénalty en début de rencontre à la 11e minute.
Luis Suarez est, cette saison là, un des principaux acteurs du sacre de l'Atletico Madrid, qui remporte la Liga pour la première fois depuis la saison 2013/14. Il marque 21 buts en championnat dont le but du sacre, après une saison où les colchoneros auront dû batailler jusqu'à la dernière journée pour se voir couronner champions.

### Retour au Nacional
Le 27 juillet 2022, Luis Suárez fait son retour dans le club de ses débuts, le Club Nacional. Le transfert est officialisé le 2 août 2022.
Il inscrit son premier but pour le club le 6 août 2022, lors d'une rencontre de championnat face au CA Rentistas. Entré en jeu, il contribue à la victoire de son équipe par trois buts à zéro.

### Grêmio Porto Alegre
En janvier 2023, Luis Suárez rejoint le Brésil afin de s'engager en faveur du Grêmio Porto Alegre. Il signe un contrat courant jusqu'en décembre 2024.
Malgré ses problèmes physiques, Suárez effectue un exercice de Série A 2023 de haut vol en marquant 17 buts et en délivrant 11 passes, ce qui lui permet de finir co-meilleur passeur de cette édition avec Hulk. Alors que Grêmio retrouve l'élite brésilienne après sa descente en 2021, le club parvient à finir vice-champion du Brésil, à deux points de Palmeiras. Ses performances sont récompensées par l'obtention du prix du meilleur joueur du championnat, la Bola de Ouro, et d'être nommé dans l'équipe-type de la saison,. Igor Resende, dans un article pour ESPN Brasil, commente le bilan de l'Uruguayen : « Suárez devait trouver une nouvelle façon de jouer. Dès son arrivée à Porto Alegre, il a prévenu qu'il ne pourrait pas être le même joueur qui a enchanté le monde avec le maillot de Barcelone. Le physique – et surtout le genou – ne le permettrait pas. Mais la condition ne l'a pas empêché d'être l'un des principaux joueurs du football brésilien cette année. Au contraire : il l'a encouragé à trouver d'autres façons de jouer ». Suárez totalise 54 matchs pour 29 buts et 17 passes décisives toutes compétitions confondues, ce qui est sa saison la plus prolifique en termes de matchs disputés en club, à l'âge de 36 ans,.

### Inter Miami
En décembre 2023, il rejoint pour une saison le club américain de l'Inter Miami où il retrouve ses anciens coéquipiers du Barça Lionel Messi, Sergio Busquets et Jordi Alba.
Le 2 mars 2024, Suárez marque ses deux premiers buts pour l'Inter Miami, à l'occasion d'une rencontre de MLS face à Orlando City. Il est également l'auteur de deux passes décisives ce jour-là, et contribue à la victoire des siens par cinq buts à zéro.
Le 27 novembre 2024, Suárez a signé un nouveau contrat d'un an avec l'Inter Miami, prolongeant son séjour au club jusqu'à la fin de la saison 2025.

### Carrière internationale
Luis Suárez fait ses débuts en équipe nationale d'Uruguay le 8 février 2007 lors d'une victoire 3-1 contre la Colombie. Il vient alors de fêter ses 20 ans et fait toujours partie de la sélection des moins de 20 ans de son pays. Il participe à ce titre au Mondial des -20 ans qui se déroule en juillet 2007 au Canada et y inscrit deux buts contre l'Espagne et les États-Unis. L'Uruguay quitte la compétition en huitièmes de finale.

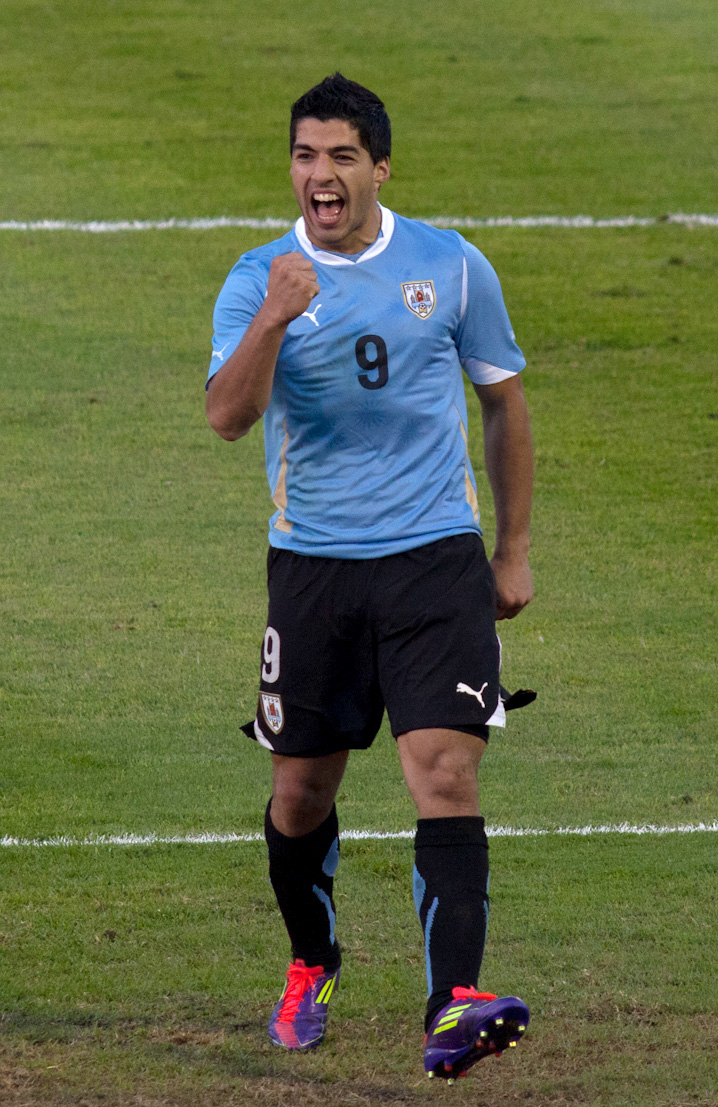
Luis Suárez avec l'équipe nationale uruguayenne lors du Mondial 2010 en Afrique du Sud.

Son prochain grand rendez-vous avec la Celeste est le Mondial 2010 en Afrique du Sud. Discret contre la France lors du premier match de son pays, il s'illustre dès la rencontre suivante contre les hôtes sud-africains en offrant le troisième but de son équipe à Álvaro Pereira. L'Uruguay s'impose 3-0. Lors du dernier match de poules contre le Mexique, il inscrit le but de la victoire uruguayenne et est élu homme du match. L'Uruguay finit premier du groupe A avec 7 points et rejoint les huitièmes de finale.
Le 26 juin 2010, Suárez inscrit les deux buts qui permettent à l'Uruguay de se qualifier pour les quarts de finale de la Coupe du monde, aux dépens de la Corée du Sud. Il est une nouvelle fois désigné homme du match et son deuxième but, qui offre la qualification à son pays, est considéré comme l'un des plus beaux du tournoi. À dix minutes de la fin du match, Suárez enroule une frappe des dix-huit mètres dans la lucarne opposée du but coréen.
Lors du quart de finale contre le Ghana à Johannesbourg, il commet une faute à la 120e minute du match alors que le score est de 1-1, en sauvant volontairement avec les mains une reprise de la tête du joueur ghanéen Dominic Adiyiah. Il écope naturellement d'un carton rouge. Asamoah Gyan manque la transformation du pénalty, une séance de tirs au but débute et l'Uruguay se qualifie finalement pour la première fois depuis 1970 pour une demi-finale de Coupe du monde.
Suárez se place dans la droite lignée de Diego Maradona, auteur d'un geste semblable au cours de la Coupe du monde 1986. La filiation avec Maradona n'est pas anodine. Si Lionel Messi demeure le joueur le plus souvent comparé à Maradona, Luis Suárez est également souvent cité comme l'un des héritiers du champion du monde 1986. Contrairement à Messi auquel il est régulièrement reproché de s'être « européanisé », Suárez illustre, comme Maradona dans les années 1980, un football typiquement sud-américain, fait de vivacité, de technique et de grinta, mais aussi de ruse, voire de fourberie. À l'instar de Maradona, l'Uruguayen est un footballeur qui divise les opinions, suscitant de vives critiques de ses détracteurs tout en possédant d'ardents défenseurs.
Suspendu, Suárez ne participe pas à la demi-finale qui oppose son équipe aux Pays-Bas. L'Uruguay s'incline 3-2 au Cap et termine finalement quatrième de cette coupe du monde 2010 après avoir perdu sur le même score face à l'Allemagne.

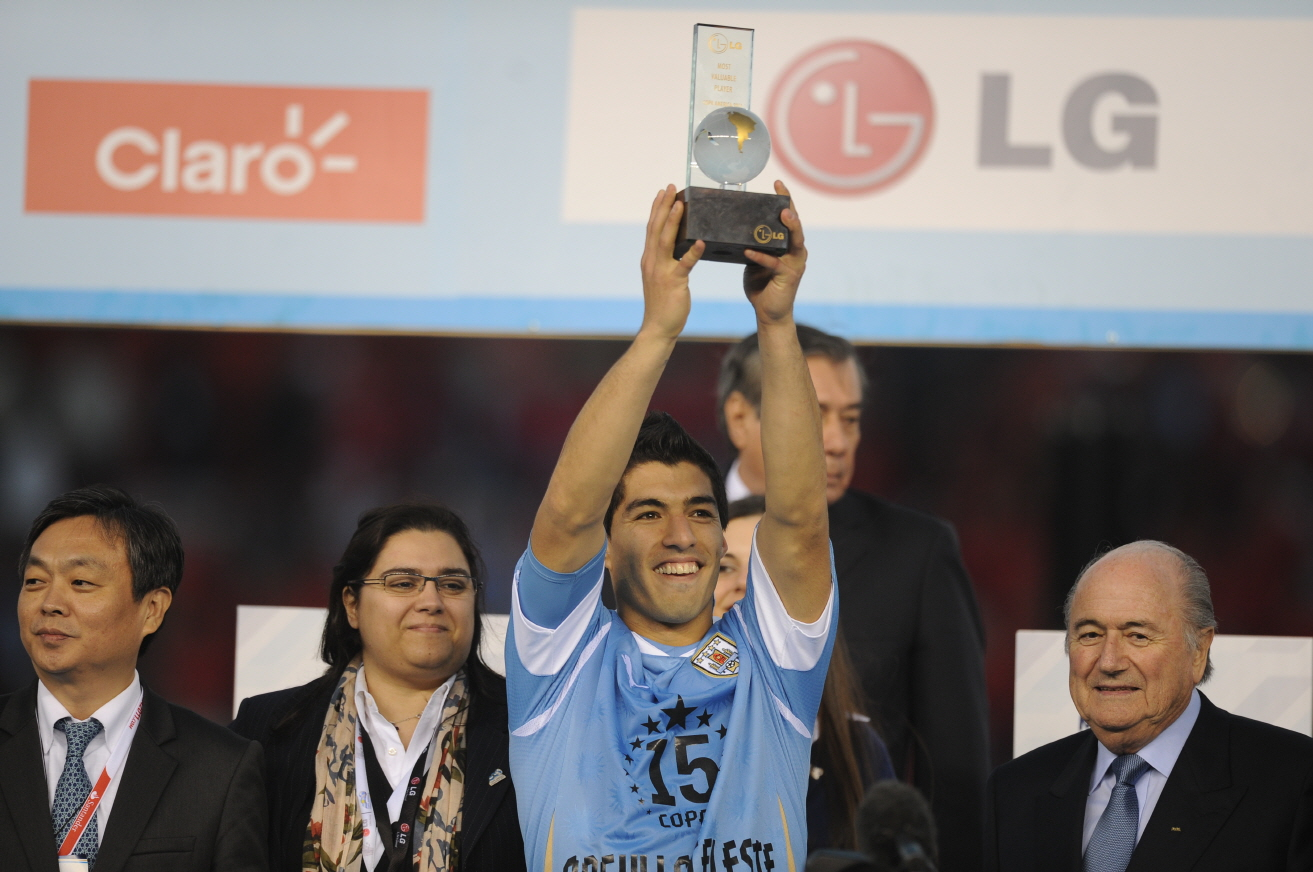
Luis Suárez tenant le trophée de meilleur joueur de la Copa América 2011.

Un an plus tard, « El Pistolero » dispute la Copa América 2011 en Argentine. Le 4 juillet, il inscrit le but égalisateur pour sa sélection lors du premier match contre le Pérou à San Juan. L'Uruguay sort difficilement de sa poule et se retrouve opposée à sa voisine et grande rivale l'Argentine en quart de finale. Le match s'étant achevé sur un score de 1-1, une séance de tirs au but a lieu pour départager les deux adversaires. Premier tireur uruguayen, Suárez convertit sa tentative. Son équipe s'impose 5-4 à la suite du tir au but manqué de l'Argentin Carlos Tévez. Comme en 1987, l'Uruguay brise le rêve de sacre à domicile de sa prestigieuse voisine Argentine.
Luis Suárez va alors survoler le reste du tournoi. Le 19 juillet à La Plata, il marque les deux buts qui qualifient son pays pour la finale contre le Pérou. Le 24 juillet 2011, il inscrit un but lors de la finale de la Copa América 2011 contre le Paraguay, que la Celeste remportera 3 buts à 0 en Argentine. Il s'agissait de son quatrième but de la compétition, ce qui en fait le deuxième meilleur buteur derrière le Péruvien Paolo Guerrero. Suárez est également désigné meilleur joueur du tournoi et l'Uruguay remporte son 15e titre continental, un record.
Le 11 novembre 2011, au Centenario, il inscrit un quadruplé contre le Chili, pendant les qualifications à la Coupe du monde 2014, son premier en sélection et permet à la Celeste de l'emporter par 4 buts à 0. Il sort sous les ovations des 45 000 supporters présents. L'année suivante, il est convoqué par Gustavo Ferreyra pour disputer les Jeux Olympiques 2012 à Londres.
Le 23 juin 2013, lors du troisième et dernier match de poule de la Coupe des confédérations au Brésil, il devient le meilleur buteur de l'équipe d'Uruguay de football, en inscrivant un doublé contre Tahiti (victoire 8-0), et scelle définitivement la qualification de la Céleste pour les demi-finales de la compétition. Il porte ainsi son total de buts en sélection à 35, soit une unité de plus que Diego Forlán. Le 14 aout 2013, il inscrit son 36e but face au Japon lors d'un match amical. Diego Forlán marque un doublé au cours de ce même match, les deux joueurs totalisent donc 36 buts en sélection nationale. Suárez marque un doublé le 7 septembre 2013 lors d'un match éliminatoire pour la Coupe du monde contre le Chili et redevient le meilleur buteur de la Céleste.
Le 19 juin 2014, il marque un doublé lors du deuxième match de sa sélection en phase de groupe de la Coupe du monde au Brésil face aux Anglais (victoire 2-1). Le 24 juin 2014, lors du troisième match de poule face à l'Italie (victoire 1-0), il mord le défenseur italien Giorgio Chiellini à l'épaule. Cet acte lui vaut une suspension pour neuf matchs et durant quatre mois, y compris avec son club. C'est la troisième fois de sa carrière qu'il inflige une morsure à l'un de ses adversaires.  Il enchaîna lors de la Copa America 2016, la Celeste sortant durant les phases de poules
Suárez prend part à la Coupe du monde 2018 en Russie et inscrit deux buts en phase de poules contre l'Arabie saoudite et le pays-hôte. L'Uruguay finit cependant par être éliminée en quart de finale par la France, futur lauréat du trophée cette année-là. Durant les Copa America 2019 et 2021, Suárez est une nouvelle fois convoqué mais ne peut empêcher l'élimination uruguayenne en quarts-de-finale par deux fois. Sortie par le Pérou aux tirs-au-but en 2019 et par la Colombie de la même manière en 2021.
Le 10 novembre 2022, il est sélectionné par Diego Alonso pour participer à la Coupe du monde 2022.
Le 2 septembre 2024, Luis Suárez annonce prendre sa retraite internationale,. Il disputera son dernier match contre le Paraguay, rencontre comptant pour les éliminatoires de la Coupe du monde 2026.

## Style de jeu
Buteur complet, l'Uruguayen est un joueur technique capable d'éliminer ses adversaires individuellement balle aux pieds. Si sa vitesse n'est pas son principal atout, il sait l'utiliser à bon escient, et sa bonne constitution physique ainsi que son jeu dur à l'épaule lui permettent de souvent prendre l'avantage sur les défenseurs. Excellent tireur de penalty et bon tireur de coups francs, Suarez est surtout un attaquant reconnu pour ses qualités de placement, de finition mais aussi de vista qui font de lui un joueur considéré par beaucoup comme le meilleur buteur de la décennie 2010.

## Statistiques

### En club
Ce tableau présente les statistiques en carrière de Luis Suárez,, :

| Saison                | Club                  | Championnat           | Championnat | Championnat | Championnat | Coupe(s) nationale(s) | Coupe(s) nationale(s) | Coupe(s) nationale(s) | Supercoupe | Supercoupe | Supercoupe | Compétition(s) continentale(s) | Compétition(s) continentale(s) | Compétition(s) continentale(s) | Compétition(s) continentale(s) | Séries | Séries | Séries | Gauchão | Gauchão | Gauchão | Autres compétitions | Autres compétitions | Autres compétitions | Autres compétitions | Total | Total | Total |
| Saison                | Club                  | Division              | M.          | B.          | P.d.        | M.                    | B.                    | P.d.                  | M.         | B.         | P.d.       | Comp.                          | M.                             | B.                             | P.d.                           | M.     | B.     | P.d.   | M.      | B.      | P.d.    | Comp.               | M.                  | B.                  | P.d.                | M.    | B.    | P.d.  |
| 2005-2006             | Nacional              | PD                    | 27          | 10          | 4           | -                     | -                     | -                     | -          | -          | -          | CL                             | 4                              | 0                              | 0                              | 4      | 2      | 0      | -       | -       | -       | -                   | -                   | -                   | -                   | 35    | 12    | 4     |
| 2006-2007             | FC Groningue          | Eredivisie            | 29          | 10          | 4           | 2                     | 1                     | 0                     | -          | -          | -          | C3                             | 2                              | 1                              | 0                              | 4      | 3      | 1      | -       | -       | -       | -                   | -                   | -                   | -                   | 37    | 15    | 5     |
| 2007-2008             | Ajax Amsterdam        | Eredivisie            | 33          | 17          | 14          | 3                     | 2                     | 0                     | -          | -          | -          | C1+C3                          | 2+2                            | 1+0                            | 0                              | 4      | 2      | 0      | -       | -       | -       | -                   | -                   | -                   | -                   | 44    | 22    | 14    |
| 2008-2009             | Ajax Amsterdam        | Eredivisie            | 31          | 22          | 14          | 2                     | 1                     | 1                     | -          | -          | -          | C3                             | 10                             | 5                              | 3                              | -      | -      | -      | -       | -       | -       | -                   | -                   | -                   | -                   | 43    | 28    | 18    |
| 2009-2010             | Ajax Amsterdam        | Eredivisie            | 33          | 35          | 16          | 6                     | 8                     | 2                     | -          | -          | -          | C3                             | 9                              | 6                              | 4                              | -      | -      | -      | -       | -       | -       | -                   | -                   | -                   | -                   | 48    | 49    | 22    |
| 2010-2011             | Ajax Amsterdam        | Eredivisie            | 13          | 7           | 6           | 1                     | 1                     | 0                     | 1          | 0          | 0          | C1                             | 9                              | 4                              | 3                              | -      | -      | -      | -       | -       | -       | -                   | -                   | -                   | -                   | 24    | 12    | 9     |
| Sous-total            | Sous-total            | Sous-total            | 110         | 81          | 50          | 12                    | 12                    | 3                     | 1          | 0          | 0          | -                              | 32                             | 16                             | 10                             | 4      | 2      | 0      | -       | -       | -       | -                   | -                   | -                   | -                   | 159   | 111   | 63    |
| 2010-2011             | Liverpool FC          | PL                    | 13          | 4           | 3           | -                     | -                     | -                     | -          | -          | -          | -                              | -                              | -                              | -                              | -      | -      | -      | -       | -       | -       | -                   | -                   | -                   | -                   | 13    | 4     | 3     |
| 2011-2012             | Liverpool FC          | PL                    | 31          | 11          | 3           | 8                     | 6                     | 5                     | -          | -          | -          | -                              | -                              | -                              | -                              | -      | -      | -      | -       | -       | -       | -                   | -                   | -                   | -                   | 39    | 17    | 8     |
| 2012-2013             | Liverpool FC          | PL                    | 33          | 23          | 5           | 3                     | 3                     | 0                     | -          | -          | -          | C3                             | 8                              | 4                              | 0                              | -      | -      | -      | -       | -       | -       | -                   | -                   | -                   | -                   | 44    | 30    | 5     |
| 2013-2014             | Liverpool FC          | PL                    | 33          | 31          | 12          | 4                     | 0                     | 1                     | -          | -          | -          | -                              | -                              | -                              | -                              | -      | -      | -      | -       | -       | -       | -                   | -                   | -                   | -                   | 37    | 31    | 13    |
| Sous-total            | Sous-total            | Sous-total            | 110         | 69          | 23          | 15                    | 9                     | 6                     | -          | -          | -          | -                              | 8                              | 4                              | 0                              | -      | -      | -      | -       | -       | -       | -                   | -                   | -                   | -                   | 133   | 82    | 29    |
| 2014-2015             | FC Barcelone          | Liga                  | 27          | 16          | 14          | 6                     | 2                     | 4                     | -          | -          | -          | C1                             | 10                             | 7                              | 3                              | -      | -      | -      | -       | -       | -       | -                   | -                   | -                   | -                   | 43    | 25    | 21    |
| 2015-2016             | FC Barcelone          | Liga                  | 35          | 40          | 16          | 4                     | 5                     | 1                     | 2          | 0          | 1          | C1                             | 9                              | 8                              | 3                              | -      | -      | -      | -       | -       | -       | SC+CMC              | 1+2                 | 1+5                 | 1+0                 | 53    | 59    | 22    |
| 2016-2017             | FC Barcelone          | Liga                  | 35          | 29          | 13          | 6                     | 4                     | 1                     | 1          | 1          | 0          | C1                             | 9                              | 3                              | 2                              | -      | -      | -      | -       | -       | -       | -                   | -                   | -                   | -                   | 51    | 37    | 16    |
| 2017-2018             | FC Barcelone          | Liga                  | 33          | 25          | 12          | 6                     | 5                     | 2                     | 2          | 0          | 0          | C1                             | 10                             | 1                              | 3                              | -      | -      | -      | -       | -       | -       | -                   | -                   | -                   | -                   | 51    | 31    | 17    |
| 2018-2019             | FC Barcelone          | Liga                  | 33          | 21          | 6           | 5                     | 3                     | 1                     | 1          | 0          | 0          | C1                             | 10                             | 1                              | 3                              | -      | -      | -      | -       | -       | -       | -                   | -                   | -                   | -                   | 49    | 25    | 10    |
| 2019-2020             | FC Barcelone          | Liga                  | 28          | 16          | 8           | 0                     | 0                     | 0                     | 1          | 0          | 1          | C1                             | 7                              | 5                              | 2                              | -      | -      | -      | -       | -       | -       | -                   | -                   | -                   | -                   | 36    | 21    | 11    |
| Sous-total            | Sous-total            | Sous-total            | 191         | 147         | 69          | 27                    | 19                    | 9                     | 7          | 1          | 2          | -                              | 55                             | 25                             | 16                             | -      | -      | -      | -       | -       | -       | -                   | 3                   | 6                   | 1                   | 283   | 198   | 97    |
| 2020-2021             | Atlético de Madrid    | Liga                  | 32          | 21          | 3           | 0                     | 0                     | 0                     | -          | -          | -          | C1                             | 6                              | 0                              | 0                              | -      | -      | -      | -       | -       | -       | -                   | -                   | -                   | -                   | 38    | 21    | 3     |
| 2021-2022             | Atlético de Madrid    | Liga                  | 35          | 11          | 2           | 2                     | 1                     | 0                     | 1          | 0          | 0          | C1                             | 7                              | 1                              | 0                              | -      | -      | -      | -       | -       | -       | -                   | -                   | -                   | -                   | 45    | 13    | 2     |
| Sous-total            | Sous-total            | Sous-total            | 67          | 32          | 5           | 2                     | 1                     | 0                     | 1          | 0          | 0          | -                              | 13                             | 1                              | 0                              | -      | -      | -      | -       | -       | -       | -                   | -                   | -                   | -                   | 83    | 34    | 5     |
| 2022                  | Nacional              | PD                    | 14          | 8           | 3           | -                     | -                     | -                     | -          | -          | -          | CS                             | 2                              | 0                              | 0                              | -      | -      | -      | -       | -       | -       | -                   | -                   | -                   | -                   | 16    | 8     | 3     |
| 2023                  | Grêmio                | Série A               | 33          | 17          | 11          | 8                     | 2                     | 3                     | -          | -          | -          | -                              | -                              | -                              | -                              | -      | -      | -      | 12      | 7       | 3       | RG (pt)             | 1                   | 3                   | 0                   | 54    | 29    | 17    |
| 2024                  | Inter Miami CF        | MLS                   | 27          | 20          | 9           | -                     | -                     | -                     | -          | -          | -          | CCC+LC                         | 4+3                            | 2+2                            | 2+1                            | 3      | 1      | 0      | -       | -       | -       | -                   | -                   | -                   | -                   | 37    | 25    | 12    |
| 2025                  | Inter Miami CF        | MLS                   | 18          | 5           | 10          | -                     | -                     | -                     | -          | -          | -          | CCC                            | 8                              | 3                              | 2                              | -      | -      | -      | -       | -       | -       | CMC                 | 4                   | 1                   | 1                   | 30    | 9     | 13    |
| Sous-total            | Sous-total            | Sous-total            | 45          | 25          | 19          | -                     | -                     | -                     | -          | -          | -          | -                              | 15                             | 7                              | 5                              | 3      | 1      | 0      | -       | -       | -       | -                   | 4                   | 1                   | 1                   | 67    | 34    | 25    |
| Total sur la carrière | Total sur la carrière | Total sur la carrière | 626         | 399         | 175         | 66                    | 44                    | 21                    | 9          | 1          | 2          | -                              | 131                            | 54                             | 31                             | 15     | 8      | 1      | 12      | 7       | 3       | -                   | 8                   | 10                  | 2                   | 867   | 523   | 235   |

### En sélection nationale
| Saison                | Sélection             | Phases finales                   | Phases finales | Phases finales | Phases finales | Éliminatoires CDM | Éliminatoires CDM | Éliminatoires CDM | Matchs amicaux | Matchs amicaux | Matchs amicaux | Total | Total | Total |
| Saison                | Sélection             | Compétition                      | M              | B              | Pd             | M                 | B                 | Pd                | M              | B              | Pd             | M     | B     | Pd    |
| --------------------- | --------------------- | -------------------------------- | -------------- | -------------- | -------------- | ----------------- | ----------------- | ----------------- | -------------- | -------------- | -------------- | ----- | ----- | ----- |
| 2006-2007             | Uruguay               | Copa América 2007 4e             | -              | -              | -              | -                 | -                 | -                 | 1              | 0              | 0              | 1     | 0     | 0     |
| 2007-2008             | Uruguay               | -                                | -              | -              | -              | 6                 | 2                 | 1                 | 4              | 4              | 0              | 10    | 6     | 1     |
| 2008-2009             | Uruguay               | -                                | -              | -              | -              | 7                 | 1                 | 3                 | 3              | 0              | 1              | 10    | 1     | 4     |
| 2009-2010             | Uruguay               | Coupe du monde 2010 4e           | 6              | 3              | 2              | 6                 | 2                 | 0                 | 3              | 1              | 0              | 15    | 6     | 2     |
| 2010-2011             | Uruguay               | Copa América 2011                | 6              | 4              | 2              | -                 | -                 | -                 | 6              | 4              | 4              | 12    | 8     | 6     |
| 2011-2012             | Uruguay               | -                                | -              | -              | -              | 5                 | 6                 | 1                 | 3              | 1              | 2              | 8     | 7     | 3     |
| 2012-2013             | Uruguay               | Coupe des confédérations 2013 4e | 5              | 3              | 0              | 5                 | 2                 | 0                 | 3              | 2              | 1              | 13    | 7     | 1     |
| 2013-2014             | Uruguay               | Coupe du monde 2014              | 2              | 2              | 0              | 6                 | 3                 | 1                 | 2              | 1              | 1              | 10    | 6     | 2     |
| 2014-2015             | Uruguay               | Copa América 2015                | -              | -              | -              | -                 | -                 | -                 | 3              | 3              | 0              | 3     | 3     | 0     |
| 2015-2016             | Uruguay               | Copa América Centenario          | -              | -              | -              | 2                 | 1                 | 1                 | -              | -              | -              | 2     | 1     | 1     |
| 2016-2017             | Uruguay               | -                                | -              | -              | -              | 7                 | 2                 | 5                 | -              | -              | -              | 7     | 2     | 5     |
| 2017-2018             | Uruguay               | Coupe du monde 2018              | 5              | 2              | 1              | 4                 | 2                 | 0                 | 3              | 2              | 1              | 12    | 6     | 2     |
| 2018-2019             | Uruguay               | Copa América 2019                | 4              | 2              | 1              | -                 | -                 | -                 | 4              | 3              | 1              | 8     | 5     | 2     |
| 2019-2020             | Uruguay               | -                                | -              | -              | -              | -                 | -                 | -                 | 2              | 1              | 2              | 2     | 1     | 2     |
| 2020-2021             | Uruguay               | Copa América 2021                | 5              | 1              | 0              | 5                 | 4                 | 0                 | -              | -              | -              | 10    | 5     | 0     |
| 2021-2022             | Uruguay               | -                                | -              | -              | -              | 9                 | 4                 | 0                 | -              | -              | -              | 9     | 4     | 0     |
| 2022-2023             | Uruguay               | Coupe du monde 2022              | 3              | 0              | 1              | -                 | -                 | -                 | 2              | 0              | 1              | 5     | 0     | 2     |
| 2023-2024             | Uruguay               | Copa América 2024                | 4              | 1              | 0              | 1                 | 0                 | 0                 | -              | -              | -              | 5     | 1     | 0     |
| 2024-2025             | Uruguay               | -                                | -              | -              | -              | 1                 | 0                 | 0                 | -              | -              | -              | 1     | 0     | 0     |
| Total sur la carrière | Total sur la carrière | Total sur la carrière            | 40             | 18             | 7              | 64                | 29                | 12                | 39             | 22             | 14             | 143   | 69    | 33    |

### Buts internationaux
| Buts internationaux de Luis Suárez | Buts internationaux de Luis Suárez | Buts internationaux de Luis Suárez | Buts internationaux de Luis Suárez                         | Buts internationaux de Luis Suárez | Buts internationaux de Luis Suárez | Buts internationaux de Luis Suárez | Buts internationaux de Luis Suárez |
| 0                                  | Date                               | Sélection                          | Lieu                                                       | Adversaire                         | Score                              | Résultats                          | Compétitions                       |
| ---------------------------------- | ---------------------------------- | ---------------------------------- | ---------------------------------------------------------- | ---------------------------------- | ---------------------------------- | ---------------------------------- | ---------------------------------- |
| 1                                  | 13 octobre 2007                    | 3                                  | Stade Centenario, Montevideo, Uruguay                      | Bolivie                            | 1-0                                | 5-0                                | Éliminatoires Coupe du monde 2010  |
| 2                                  | 18 novembre 2007                   | 5                                  | Stade Centenario, Montevideo, Uruguay                      | Chili                              | 1-0                                | 2-2                                | Éliminatoires Coupe du monde 2010  |
| 3                                  | 8 février 2008                     | 7                                  | Stade Centenario, Montevideo, Uruguay                      | Colombie                           | 2-2                                | 2-2                                | Match amical                       |
| 4                                  | 25 mai 2008                        | 8                                  | Ruhrstadion, Bochum, Allemagne                             | Turquie                            | 1-0                                | 3-2                                | Match amical                       |
| 5                                  | 25 mai 2008                        | 8                                  | Ruhrstadion, Bochum, Allemagne                             | Turquie                            | 2-2                                | 3-2                                | Match amical                       |
| 6                                  | 28 mai 2008                        | 9                                  | Ullevaal Stadion, Oslo, Norvège                            | Norvège                            | 1-0                                | 2-2                                | Match amical                       |
| 7                                  | 10 juin 2009                       | 21                                 | Polideportivo Cachamay, Puerto Ordaz, Venezuela            | Venezuela                          | 1-0                                | 2-2                                | Match amical                       |
| 8                                  | 9 septembre 2009                   | 24                                 | Stade Centenario, Montevideo, Uruguay                      | Colombie                           | 1-0                                | 3-1                                | Éliminatoires Coupe du monde 2010  |
| 9                                  | 9 septembre 2009                   | 25                                 | Estadio Olímpico Atahualpa, Quito, Équateur                | Équateur                           | 1-0                                | 3-1                                | Éliminatoires Coupe du monde 2010  |
| 10                                 | 3 mars 2010                        | 29                                 | AFG Arena, Saint-Gall, Suisse                              | Suisse                             | 1-2                                | 1-3                                | Match amical                       |
| 11                                 | 22 juin 2010                       | 33                                 | Royal Bafokeng Stadium, Rustenburg, Afrique du Sud         | Mexique                            | 1-0                                | 1-0                                | Coupe du monde 2010                |
| 12                                 | 26 juin 2010                       | 34                                 | Nelson Mandela Bay Stadium, Port Elizabeth, Afrique du Sud | Corée du Sud                       | 1-0                                | 2-1                                | Coupe du monde 2010                |
| 13                                 | 26 juin 2010                       | 34                                 | Nelson Mandela Bay Stadium, Port Elizabeth, Afrique du Sud | Corée du Sud                       | 2-1                                | 2-1                                | Coupe du monde 2010                |
| 14                                 | 8 octobre 2010                     | 37                                 | Stade Gelora Bung Karno, Jakarta, Indonésie                | Indonésie                          | 1-2                                | 1-7                                | Match amical                       |
| 15                                 | 8 octobre 2010                     | 37                                 | Stade Gelora Bung Karno, Jakarta, Indonésie                | Indonésie                          | 1-3                                | 1-7                                | Match amical                       |
| 16                                 | 8 octobre 2010                     | 37                                 | Stade Gelora Bung Karno, Jakarta, Indonésie                | Indonésie                          | 1-5                                | 1-7                                | Match amical                       |
| 17                                 | 8 juin 2011                        | 41                                 | Stade Centenario, Montevideo, Uruguay                      | Pays-Bas                           | 1-0                                | 1-0                                | Match amical                       |
| 18                                 | 4 juillet 2011                     | 43                                 | Estadio del Bicentenario, San Juan, Argentine              | Pérou                              | 1-1                                | 1-1                                | Copa América 2011                  |
| 19                                 | 19 juillet 2011                    | 47                                 | Estadio Ciudad de La Plata, La Plata, Argentine            | Pérou                              | 1-0                                | 2-0                                | Copa América 2011                  |
| 20                                 | 19 juillet 2011                    | 47                                 | Estadio Ciudad de La Plata, La Plata, Argentine            | Pérou                              | 2-0                                | 2-0                                | Copa América 2011                  |
| 21                                 | 24 juillet 2011                    | 48                                 | Estadio Monumental, Buenos Aires, Argentine                | Paraguay                           | 1-0                                | 3-0                                | Copa América 2011                  |
| 22                                 | 7 octobre 2011                     | 50                                 | Stade Centenario, Montevideo, Uruguay                      | Bolivie                            | 1-0                                | 4-2                                | Éliminatoires Coupe du monde 2014  |
| 23                                 | 11 novembre 2011                   | 52                                 | Stade Centenario, Montevideo, Uruguay                      | Chili                              | 1-0                                | 4-0                                | Éliminatoires Coupe du monde 2014  |
| 24                                 | 11 novembre 2011                   | 52                                 | Stade Centenario, Montevideo, Uruguay                      | Chili                              | 2-0                                | 4-0                                | Éliminatoires Coupe du monde 2014  |
| 25                                 | 11 novembre 2011                   | 52                                 | Stade Centenario, Montevideo, Uruguay                      | Chili                              | 3-0                                | 4-0                                | Éliminatoires Coupe du monde 2014  |
| 26                                 | 11 novembre 2011                   | 52                                 | Stade Centenario, Montevideo, Uruguay                      | Chili                              | 4-0                                | 4-0                                | Éliminatoires Coupe du monde 2014  |
| 27                                 | 25 mai 2012                        | 54                                 | Stade Lokomotiv, Moscou, Russie                            | Russie                             | 0-1                                | 1-1                                | Match amical                       |
| 28                                 | 10 juin 2012                       | 56                                 | Stade Centenario, Montevideo, Uruguay                      | Pérou                              | 1-0                                | 4-2                                | Éliminatoires Coupe du monde 2014  |
| 29                                 | 16 octobre 2012                    | 59                                 | Estadio Hernando Siles, La Paz, Bolivie                    | Bolivie                            | 4-1                                | 4-1                                | Éliminatoires Coupe du monde 2014  |
| 30                                 | 14 novembre 2012                   | 60                                 | PGE Arena Gdańsk, Gdańsk, Pologne                          | Pologne                            | 1-3                                | 1-3                                | Match amical                       |
| 31                                 | 22 mars 2013                       | 62                                 | Stade Centenario, Montevideo, Uruguay                      | Paraguay                           | 1-0                                | 1-0                                | Éliminatoires Coupe du monde 2014  |
| 32                                 | 5 juin 2013                        | 64                                 | Stade Centenario, Montevideo, Uruguay                      | France                             | 1-0                                | 1-0                                | Match amical                       |
| 33                                 | 16 juin 2013                       | 65                                 | Arena Pernambuco, Recife, Brésil                           | Espagne                            | 1-2                                | 1-2                                | Coupe des confédérations 2013      |
| 34                                 | 23 juin 2013                       | 67                                 | Arena Pernambuco, Recife, Brésil                           | Tahiti                             | 7-0                                | 8-0                                | Coupe des confédérations 2013      |
| 35                                 | 23 juin 2013                       | 67                                 | Arena Pernambuco, Recife, Brésil                           | Tahiti                             | 8-0                                | 8-0                                | Coupe des confédérations 2013      |
| 36                                 | 14 août 2013                       | 70                                 | Miyagi Stadium, Miyagi, Japon                              | Japon                              | 0-3                                | 2-4                                | Match amical                       |
| 37                                 | 16 septembre 2013                  | 71                                 | Estadio Nacional, Lima, Pérou                              | Pérou                              | 0-1                                | 1-2                                | Éliminatoires Coupe du monde 2014  |
| 38                                 | 16 septembre 2013                  | 71                                 | Estadio Nacional, Lima, Pérou                              | Pérou                              | 0-2                                | 1-2                                | Éliminatoires Coupe du monde 2014  |
| 39                                 | 14 octobre 2013                    | 74                                 | Stade Centenario, Montevideo, Uruguay                      | Argentine                          | 2-1                                | 3-2                                | Éliminatoires Coupe du monde 2014  |
| 40                                 | 19 juin 2014                       | 78                                 | Arena Corinthians, São Paulo, Brésil                       | Angleterre                         | 1-0                                | 2-1                                | Coupe du monde 2014                |
| 41                                 | 19 juin 2014                       | 78                                 | Arena Corinthians, São Paulo, Brésil                       | Angleterre                         | 2-1                                | 2-1                                | Coupe du monde 2014                |
| 42                                 | 13 octobre 2014                    | 81                                 | Al-Buraymi Stadium, Buraimi, Oman                          | Oman                               | 0-1                                | 0-3                                | Match amical                       |
| 43                                 | 13 octobre 2014                    | 81                                 | Al-Buraymi Stadium, Buraimi, Oman                          | Oman                               | 0-2                                | 0-3                                | Match amical                       |
| 44                                 | 14 novembre 2014                   | 82                                 | Stade Centenario, Montevideo, Uruguay                      | Costa Rica                         | 1-1                                | 3-3                                | Match amical                       |
| 45                                 | 25 mars 2016                       | 83                                 | Itaipava Arena Pernambuco, Recife, Brésil                  | Brésil                             | 2-2                                | 2-2                                | Éliminatoires Coupe du monde 2018  |
| 46                                 | 7 septembre 2016                   | 86                                 | Stade Centenario, Montevideo, Uruguay                      | Paraguay                           | 3-0                                | 4-0                                | Éliminatoires Coupe du monde 2018  |
| 47                                 | 11 octobre 2016                    | 88                                 | Stade Metropolitano, Barranquilla, Colombie                | Colombie                           | 1-2                                | 2-2                                | Éliminatoires Coupe du monde 2018  |
| 48                                 | 10 octobre 2017                    | 95                                 | Stade Centenario, Montevideo, Uruguay                      | Bolivie                            | 3-1                                | 4-2                                | Éliminatoires Coupe du monde 2018  |
| 49                                 | 10 octobre 2017                    | 95                                 | Stade Centenario, Montevideo, Uruguay                      | Bolivie                            | 4-1                                | 4-2                                | Éliminatoires Coupe du monde 2018  |
| 50                                 | 23 mars 2018                       | 96                                 | Guangxi Sports Center, Nanning, Chine                      | Tchéquie                           | 1-0                                | 2-0                                | China Cup 2018                     |
| 51                                 | 8 juin 2018                        | 97                                 | Stade Centenario, Montevideo, Uruguay                      | Ouzbékistan                        | 2-0                                | 3-0                                | Match amical                       |
| 52                                 | 20 juin 2018                       | 100                                | Rostov Arena, Rostov-sur-le-Don, Russie                    | Arabie saoudite                    | 1-0                                | 1-0                                | Coupe du monde 2018                |
| 53                                 | 25 juin 2018                       | 101                                | Samara Arena, Samara, Russie                               | Russie                             | 1-0                                | 3-0                                | Coupe du monde 2018                |
| 54                                 | 8 septembre 2018                   | 104                                | NRG Stadium, Houston, États-Unis                           | Mexique                            | 1-2                                | 1-4                                | Match amical                       |
| 55                                 | 8 septembre 2018                   | 104                                | NRG Stadium, Houston, États-Unis                           | Mexique                            | 1-3                                | 1-4                                | Match amical                       |

## Palmarès
Suarez débute avec le Club Nacional d'Uruguay avec qu'il est champion en 2005 et 2006. Avec l'Ajax Amsterdam, il remporte la Coupe des Pays-Bas en  2010 et vainqueur du champion d'Eredivisie en 2011. Il d'engage plus tard avec le club de Liverpool FC, remportant la Coupe de la Ligue anglaise en 2012. Avec le  FC Barcelone, il empoche toutes les compétitions possibles avec le championnat d'Espagne à quatre reprises en 2015, 2016, 2018 et 2019, la Coupe d'Espagne en 2015, 2016, 2017 et 2018, deux Supercoupe d'Espagne en 2016 et 2018, la Ligue des champions, la Supercoupe de l'UEFA et la Coupe du monde des clubs tous remportés en 2015 cette année-là. En 2021, il est champion d'Espagne avec l'Atlético de Madrid et devient à nouveau champion avec le Club Naciona en 2022  Avec le club brésilien de Grêmio, il est vainqueur du championnat du Rio Grande do Sul ainsi que la Recopa Gaúcha en 2023.
Avec l'équipe nationale d'Uruguay, il remporte la Copa América en 2011 et termine à la quatrième place de la Coupe du monde en 2010 et de la Coupe des confédérations en 2013.

### En club
| Club Nacional (3) :                                     | Ajax Amsterdam (2) : | Liverpool FC (1) : | FC Barcelone (13) : | Atlético de Madrid (1) : | Grêmio (2) :                                                                                                 |
| ------------------------------------------------------- | --- | --- | --- | ------------------------ | --- |
| - Championnat d'Uruguay - Champion : 2005, 2006 et 2022 | - Championnat des Pays-Bas - Champion : 2011 - Vice-champion : 2008 et 2010 - Coupe des Pays-Bas - Vainqueur : 2010 - Supercoupe des Pays-Bas - Finaliste : 2010 | - Premier League - Vice-champion : 2014 - Coupe d'Angleterre - Finaliste : 2012 - Coupe de la Ligue - Vainqueur : 2012 | - Championnat d'Espagne - Champion : 2015, 2016, 2018 et 2019 - Vice-Champion : 2017 et 2020 - Coupe d'Espagne - Vainqueur : 2015, 2016, 2017 et 2018 - Supercoupe d'Espagne - Vainqueur : 2016 et 2018 - Finaliste : 2015 et 2017 - Ligue des champions - Vainqueur : 2015 - Supercoupe de l'UEFA - Vainqueur : 2015 - Coupe du monde des clubs - Vainqueur : 2015 | - Liga - Champion : 2021 | - Gauchão - Champion : 2023 - Recopa Gaúcha - Vainqueur: 2023 - Championnat du Brésil - Vice-Champion : 2023 |

### En sélection nationale
| Équipe d'Uruguay:(1)                                                                                                |
| --- |
| - Copa América - Vainqueur : 2011 - Coupe du monde - Quatrième : 2010 - Coupe des confédérations - Quatrième : 2013 |

### Distinctions personnelles
| 2011 | 2012 | 2013 | 2014 | 2015 | 2016 | 2017 | 2018 | 2019 | 2021 |
| ---- | ---- | ---- | ---- | ---- | ---- | ---- | ---- | ---- | ---- |
| 6e   | –    | 18e  | –    | 5e   | 4e   | 13e  | 13e  | –    | 17e  |

- 2e au Prix UEFA du Meilleur joueur d'Europe en 2015
- Soulier d'or européen en 2014 (31 buts) et 2016 (40 buts)[199]
- Trophée EFE du meilleur joueur Ibérique évoluant en Liga en 2015
- Joueur de l'année PFA du Championnat d'Angleterre en 2014
- Joueur de l'année FWA du Championnat d'Angleterre en 2014
- Joueur du mois du championnat d'Angleterre en décembre 2013 et mars 2014
- Joueur du mois de Liga en mai 2016, décembre 2017, octobre 2018 et décembre 2019
- Troisième meilleur buteur de l'histoire du FC Barcelone (198 buts)
- Meilleur buteur mondial « de première division » en 2010 (35 buts), 2014 (31 buts) et 2016 (40 buts)
- Meilleur buteur du Championnat d'Angleterre en 2014 (31 buts)
- Meilleur buteur du Championnat des Pays-Bas en 2010 (35 buts)
- Meilleur buteur du Championnat d'Espagne en 2016 (40 buts)
- Co-Meilleur passeur du Championnat d'Espagne en 2016 (16 passes) et 2018 (12 passes)
- Meilleur passeur du Championnat d'Espagne en 2017 (13 passes)
- Meilleur passeur du Championnat des Pays-Bas en 2008 (14 passes), 2009 (14 passes) et 2010 (16 passes)
- Meilleur joueur du Championnat des Pays-Bas en 2010
- Meilleur buteur de Coupe des Pays-Bas en 2010 (8 buts)
- Meilleur buteur en activité de l'équipe nationale d'Uruguay
- Meilleur joueur de la Copa América en 2011[200]
- Meilleur joueur de la Coupe du monde des clubs en 2015[201]
- Meilleur buteur des éliminatoires de la Coupe du monde de football 2014 : zone Amérique du Sud (11 buts)
- Co-meilleur buteur des éliminatoires de la Coupe du monde de football 2014 (11 buts)
- Meilleur buteur de la Coupe du monde des clubs en 2015 (5 buts)
- Membre de l'équipe-type de la Ligue des champions en 2015 et 2016
- Membre de l'équipe-type du Championnat d'Angleterre en 2013 et 2014
- Membre de l'équipe-type du Championnat d'Espagne en 2016 et 2017
- Membre de l'équipe-type de FIFA/FIFPro World XI en 2016
- Membre de l'équipe-type du Campeonato Gaúcho en 2023
- Co-Meilleur passeur du Championnat du Brésil en 2023 (11 passes)
- Bola de Ouro du meilleur joueur du Championnat du Brésil en 2023
- Membre de l'équipe-type (Bola de Prata) du Championnat du Brésil en 2023

## Autres
En octobre 2021, son nom est cité dans les Pandora Papers.